# Secese

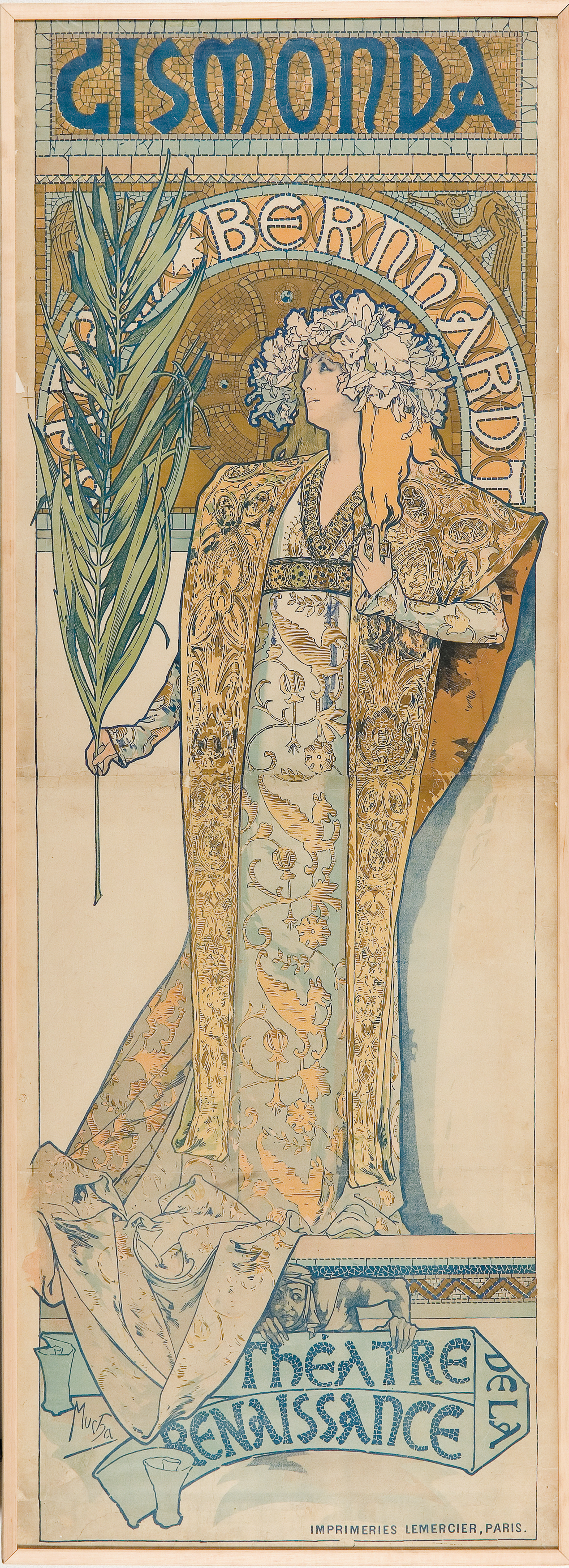
Alfons Mucha: Plakát Gismonda se Sarou Bernhardtovou (1894)

Secese je mezinárodní umělecký sloh v architektuře, výtvarném umění a užitém umění přelomu 19. a 20. století. Vyznačuje se ornamentálností, stylizací, plynulými a dynamickými křivkami, plošností a využitím neobvyklých barevných kontrastů. Charakteristické jsou přírodní motivy, zejména listy a květy, a téma ženy. Secese byla reakcí na akademismus, eklekticismus a historismus v architektuře a dekorativním umění. 
Ve výtvarném a užitém umění se prvky secese objevily už v 80. letech 19. století ve Velké Británii. První stavby tohoto stylu vznikly v Bruselu v první polovině 90. let 19. století. Pak se secese rychle šířila do jiných evropských metropolí a později i na další kontinenty, přičemž v každé zemi získala specifický charakter. Vrcholu secese dosáhla na Světové výstavě v Paříži roku 1900, kde se představila v plné šíři od architektury pavilonů přes nábytek a šperky až po plakáty. Poté se styl dále vyvíjel různými směry – od bohatě zdobných forem po geometričtější a abstraktnější varianty – a pomalu začal ztrácet popularitu. Propuknutí první světové války v roce 1914 znamenalo definitivní konec secese jako dominantního stylu. Ve 20. letech 20. století ji nahradilo art deco a později modernismus.
Secese se nejvýrazněji projevila v architektuře, kde architekti začali experimentovat s novými materiály, především železem a sklem, k vytvoření organicky působících staveb. Mezi významné stavby patří městské domy Victora Horty v Bruselu, vstupy do pařížského metra Hectora Guimarda, budovy Antoniho Gaudího v Barceloně, vídeňský Pavilon Secese opavského rodáka Josepha Olbricha a pražský Obecní dům, na kterém se podílela řada tehdejších českých umělců. V užitém umění se secese projevila především tvorbou luxusních předmětů. Ve sklářství vynikl Louis Comfort Tiffany svými lampami a Émile Gallé vrstveným sklem. Šperkařství reprezentuje René Lalique, který kombinoval drahé kovy s emailem a sklem. Významnou roli hrála také plakátová tvorba, v níž Alfons Mucha vytvořil typický styl s dlouhovlasými ženami obklopenými květinovými motivy, který se stal jedním ze symbolů secese.

## Charakteristika
Secese je velmi pestrý umělecký směr, který se na různých místech, v různých dobách a různými technikami vyvíjel odlišně. Přesto ho lze rozpoznat podle řady společných znaků, i když ne všichni umělci využívali stejná témata nebo zahrnovali stejné vlivy. Především se secese inspirovala přírodními, plynulými křivkami rostlin a květů. Mezi další znaky patří důraz na pohyb, často vyjádřený asymetrií nebo dynamickými čarami („šleh bičem“, coup de fouet), a využití moderních materiálů, především železa, skla, keramiky a betonu, což architektům umožnilo tvořit neobvyklé formy a stavět větší otevřené prostory.

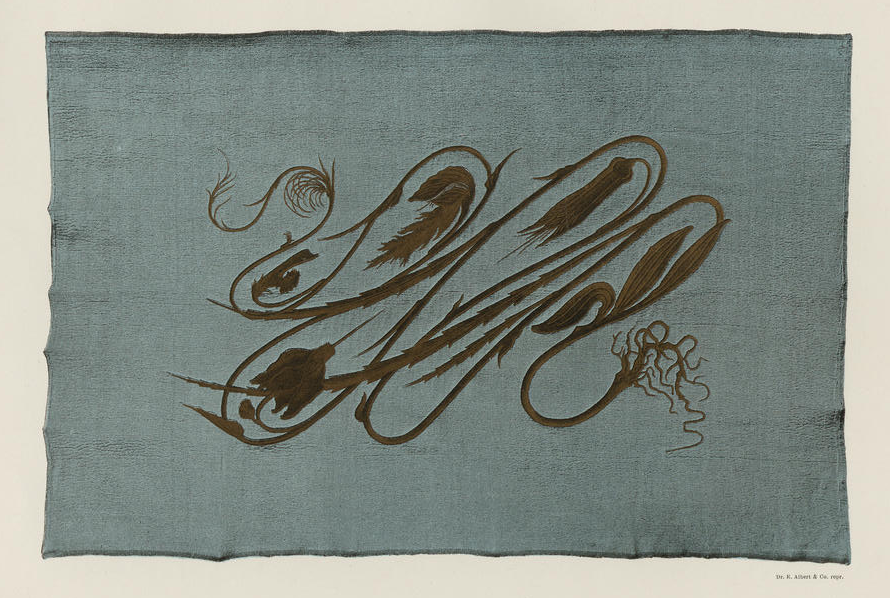
Hermann Obrist: Tapiserie s bramboříky (1895) - klasický příklad secesního motivu šlehu bičem

Přes šíři zobrazovaných námětů se v secesi stále znovu vracejí dvě klíčová témata, žena a příroda. Naopak secesní umělci často odmítali tradiční historická témata, jako válečné scény, portréty slavných mužů, náboženské scény, výjevy z řecké či římské mytologie, i odpovídající umělecké formy.
Žena může vystupovat jako éterická a tajemná bytost, jako symbol přírody nebo jako femme fatale s erotickým a často mytologickým nádechem. Řada umělců zobrazila ženy netradičně jako aktivní, silné a vládnoucí svému osudu; oblíbeným námětem byly slavné umělkyně.

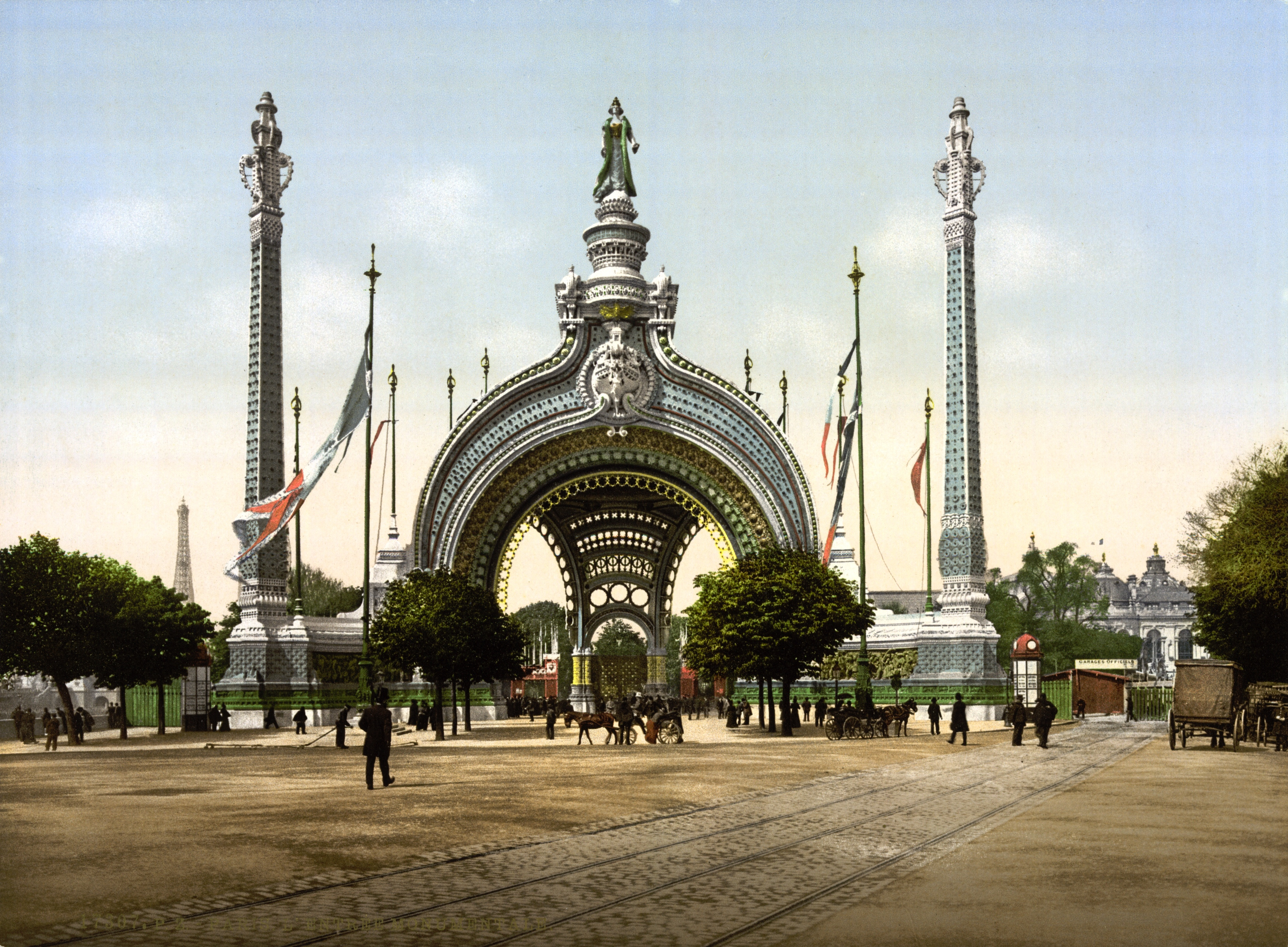
René Binet: Hlavní vstup Světové výstavy v Paříži (1900), architektura inspirovaná Haeckelovými vyobrazeními schránek vodních živočichů

Příroda byla pro secesi vzorem dokonalé krásy, ale jakožto předmět vědy signalizovala na konci 19. století i modernost. Secesní umělci široce využívali vědecké publikace, popisující a zobrazující faunu a flóru, nešlo jim však o věrnou reprodukci, ale o nalezení nové estetické formy. Joseph Maria Olbrich soudil: „Co lépe vybudí naše životní pocity než sugestivní linie dlouhých chapadel medúzy vlnících se ve vodě?“ Vlivné bylo zejména dílo Ernsta Haeckela Kunstformen der Natur (Umělecké formy přírody), které vycházelo mezi lety 1899 a 1904 a pro umělce bylo rozsáhlým katalogem forem.
Umělci hlásící se k secesi působili v oblastech architektury, výtvarného a užitého umění. Lze však hledat tematické a estetické propojení i se soudobými tvůrci jiných druhů umění, tedy literáty a hudebními skladateli, třebaže se pro ně termín secesní nepoužíval.

### Architektura

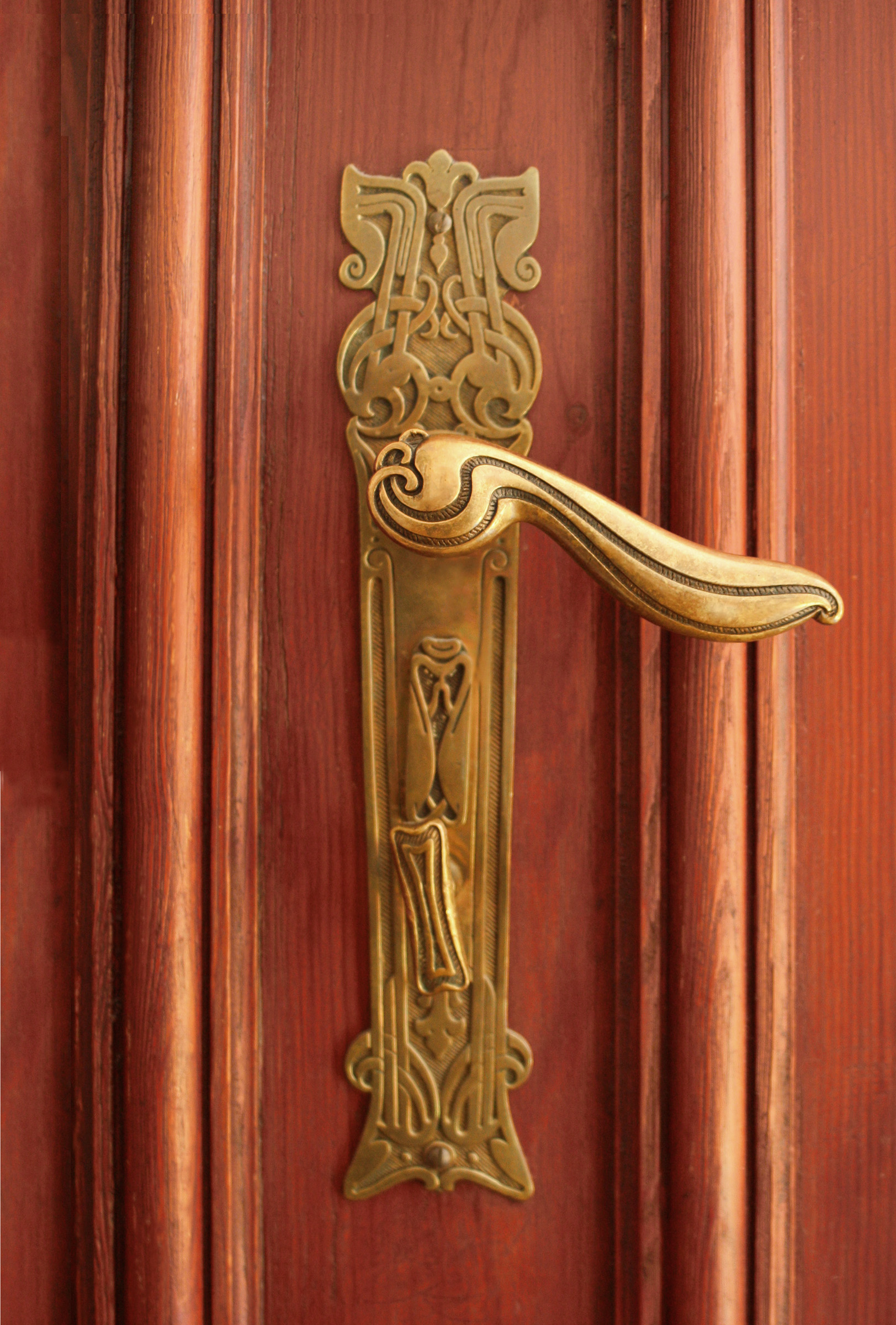
Detail dveří (Berlín, kolem roku 1900)

Na konci 19. století se v architektuře prosazovaly nové materiály a postupy, které secesní architekti přijímali, protože jim umožnily stavět větší a tvarově složitější budovy. Například Victor Horta v Maison du Peuple (1896–1899) použil revoluční systém viditelných ocelových nosníků, které se staly součástí dekorativního řešení interiéru. Architekt často navrhoval dům včetně vybavení a dekorací a kreslil vše až po kliky dveří, okenní rámy, svítidla a krby. Přitom jako hlavní motiv mohl být zvolen jakýkoli tvar nebo malý formální prvek, který pak dal stavbě její ráz. Například vzor ventilační mřížky, stylizovaný jako rostlinný motiv nebo tlama neznámé příšery, se mohl stát dominantním motivem, který se jako ozvěna opakoval v jiných formách a v kompozici celku. To budově dodávalo určitou mystičnost, záhadnost a chránilo dílo před přílišnou racionalitou. Tuto kvalitu Victor Horta nazýval „principem portrétu v architektuře“.
V secesní architektuře existovalo mnoho regionálních verzí a směrů. Originální secesní styl vytvořil Antoni Gaudí v Barceloně. V dekoru široce využíval kované prvky a kachle, jak demonstruje dům Casa Batlló (1906). Při stavbě obytného domu Casa Milà (1910) se hlavním stavebním materiálem stal železobeton, projekt počítal se systémem větrání, podzemní garáží a výtahy. Velkou elegancí byla proslulá rakouská secese, jejímž hlavním představitelem byl vídeňský architekt Otto Wagner. Německá secese se vyznačovala větší střídmostí, hojností skla a florálního dekoru.

### Výtvarné umění

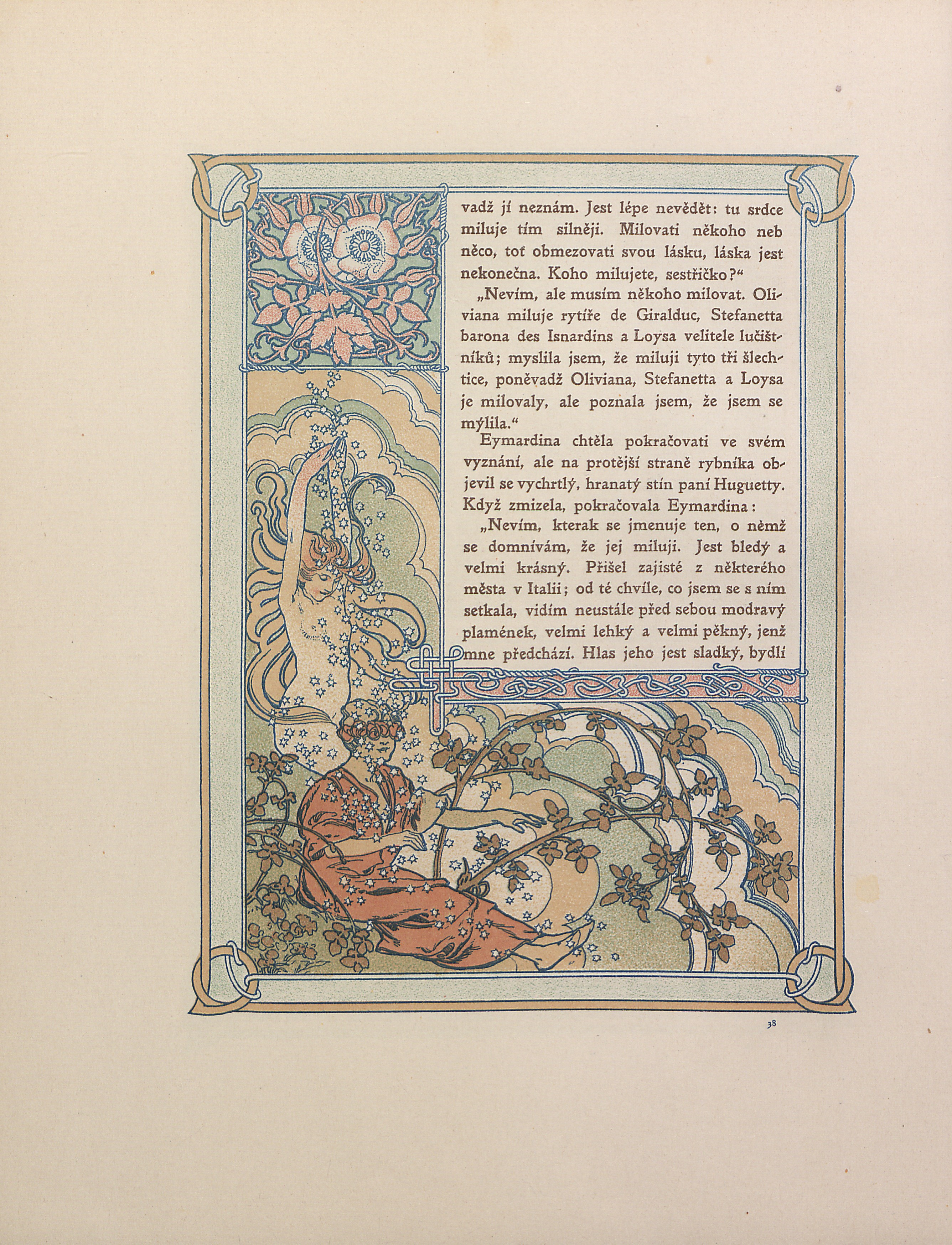
Alfons Mucha: stránka knihy Ilséa, princezna Tripolisská (1901)

Secesní grafika vzkvétala díky novým tiskařským technologiím, zejména barevné litografii, která umožnila masovou produkci barevných plakátů. Umění už nebylo omezeno na galerie, muzea a salony; bylo k vidění na pařížských zdech a v ilustrovaných uměleckých časopisech, které se šířily po celé Evropě a do Spojených států. Nejoblíbenějším tématem secesních plakátů byly ženy; symbolizovaly půvab, modernost a krásu a často je obklopovaly květiny. V Británii byl předním grafikem secesního stylu Aubrey Beardsley, ve Vídni Koloman Moser a ve Francii Eugène Grasset, Jules Chéret, Georges de Feure, malíř Henri de Toulouse-Lautrec a Čech Alfons Mucha, jenž přijel do Paříže v roce 1888 a v roce 1895 prorazil plakátem pro herečku Saru Bernhardtovou ve hře Gismonda.

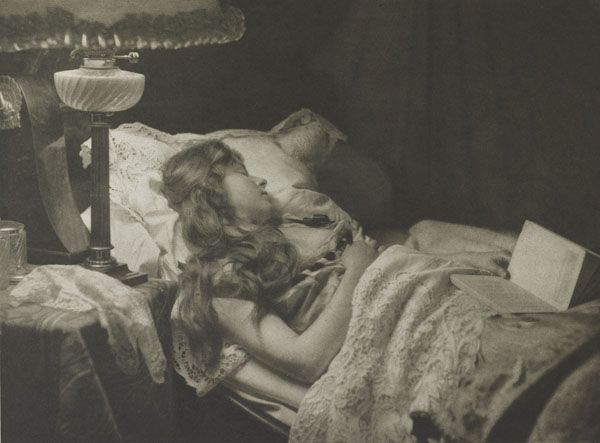
Constant Puyo: Spící (1897)

Malba byla další doménou secese, i když většina malířů spojených se secesí se často řadí spíše k jiným směrům, zejména postimpresionismu a symbolismu. Ze symbolismu vyšli například Gustav Klimt nebo Franz von Stuck, zatímco Henri de Toulouse-Lautrec bývá spojován s postimpresionismem. Mezi symbolismem a secesí se pohyboval i český sochař František Bílek. 
Secesní fotografové jako Robert Demachy a Constant Puyo experimentovali s různými technikami úpravy fotografií, například gumotiskem, který umožňoval vytvářet snímky připomínající kresby a malby, a tím dosahovat secesní estetiku měkkých linií a nálad (tzv. secesní piktorialismus).

### Užité umění

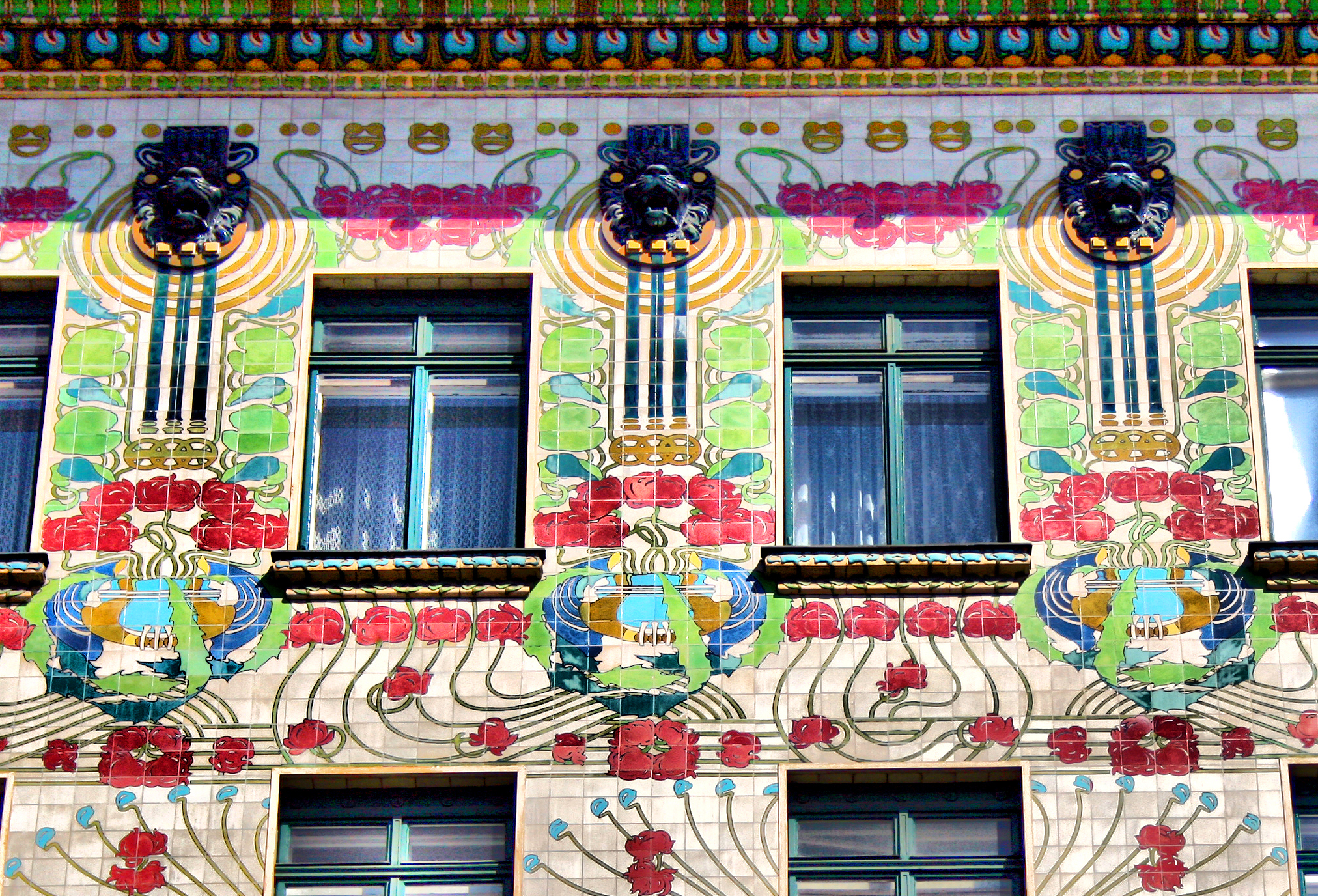
Otto Wagner: Majolikový dům, Vídeň (1898)

Secesní nábytek vytvořený často napodoboval přírodní tvary, vinnou révu, květiny a lekníny, a vyznačoval se křivkami a vlnitými liniemi jak ve formě, tak v dekoraci. Dalšími běžnými charakteristikami byly asymetrie a polychromie, dosažená vkládáním různě barevných dřev. Obvykle byl vyráběn ručně, s jemnou leštěnou povrchovou úpravou, vzácnými a drahými dřevy a precizním řemeslným zpracováním. Přední nábytkáři, jako byl Georges de Feure a další, používali luxusní dýhy. Zejména v prvních dobách secese architekti často sami navrhovali nábytek ve stylu svých domů; byli to například Charles Rennie Mackintosh, Antoni Gaudí, Victor Horta, Hector Guimard a Henry van de Velde. Po roce 1900, hlavně u nábytku navrženého v německy mluvících zemích, se formy staly jednoduššími, funkčnějšími a geometričtějšími a některé druhy nábytku mohly být vyráběny na montážních linkách.

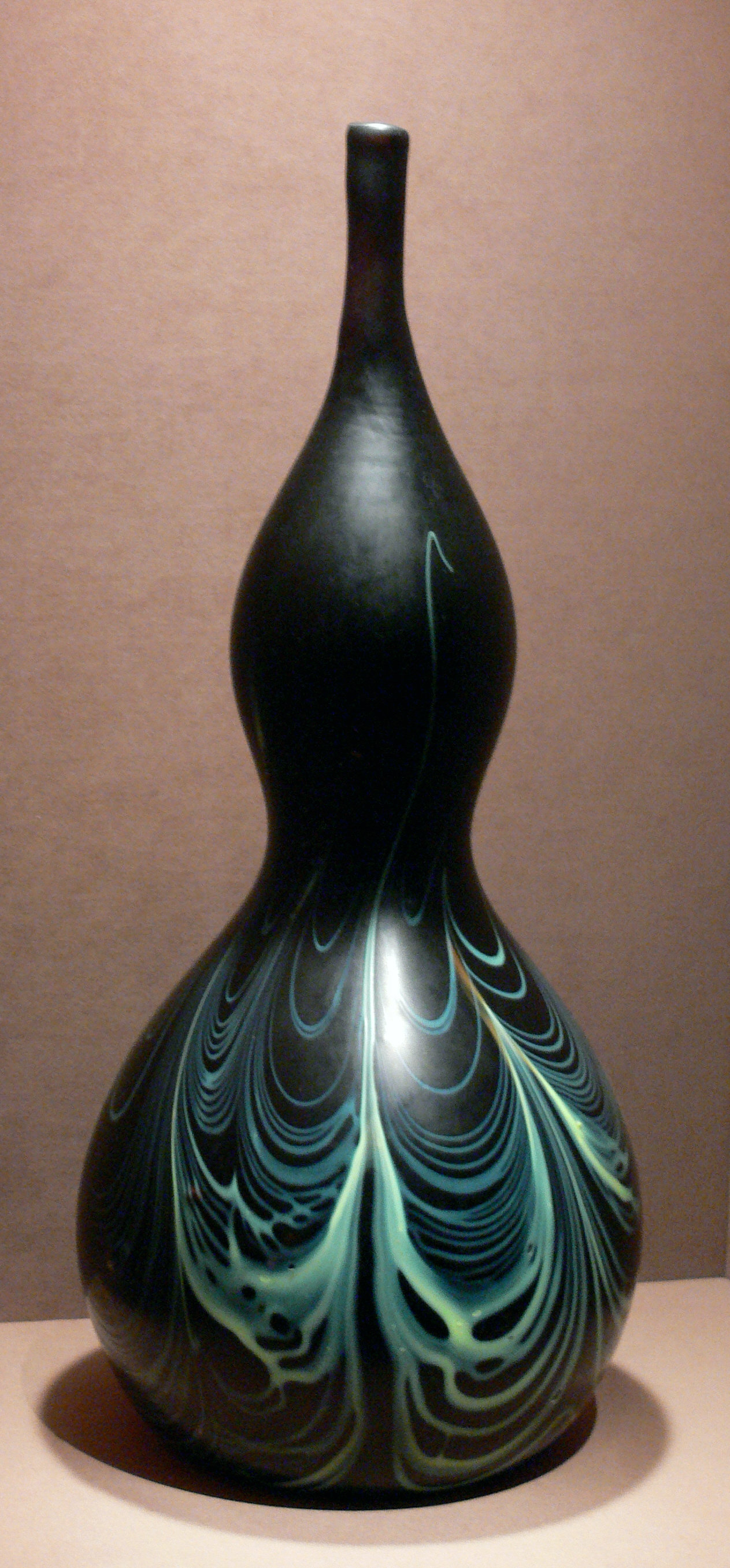
Louis Comfort Tiffany: Váza ze skla favrile (1893–1897)

Secesní sklo kromě váz a lamp bývá spíše dekorativní než praktické, stolního nádobí je málo. Významnými tvůrci od 90. let 19. století ve Francii byli René Lalique, Emile Gallé a bratři Daumové, v Americe Louis Comfort Tiffany, v Británii Christopher Dresser a v Německu Friedrich Zitzman, Karl Koepping a Max Ritter von Spaun. Obvykle se vyrábělo ručně a barvilo kovovými oxidy v roztaveném stavu v peci. Techniky sklářství se dále rozvíjely, například Tiffany vynalezl sklo favrile s perleťovým leskem a Gallé s bratry Daumovými používali novou techniku pâte de verre, založenou na vypalování skelné pasty nanesené na vnitřní povrch formy.
Secesní šperk se vyznačuje jemnými křivkami a liniemi. Často zobrazují přírodní motivy se symbolickým významem. Ženské tělo je také oblíbené a často se objevuje na kamejích. Typické jsou dlouhé náhrdelníky vyrobené z perel nebo řetízků ze stříbra přerušovaných skleněnými korálky nebo zakončených stříbrným či zlatým přívěskem, který byl sám často navržen jako ozdoba k uchycení jediného broušeného ametystu, olivínu nebo citrínu. Význam diamantu naopak upadl a šperkaři experimentovali s širokou škálou kamenů a jiných materiálů i nových technik, mimo jiné smaltováním, což umožnilo vytvářet organické formy a složité detaily, zdůrazňující příklon k umělečtějším a expresivnějším výtvorům. Vůdčími šperkaři ve Francii byli Louis Aucoc a jeho ještě slavnější žák René Lalique, dále Jules Brateau, Henri Vever, Edward Colonna a Georges Henry. Ve Spojených státech působil Louis Comfort Tiffany, v Británii designér společnosti Liberty & Co. & Cymric Archibald Knox a Charles Rennie Mackintosh a v Německu bylo centrem šperkařů město Pforzheim, kde sídlila většina německých firem, včetně Theodor Fahrner.
Keramiku na konci 19. století obohatilo mnoho technologických inovací, zejména vznik vysokoteplotní (grand feu) keramiky s krystalizovanými a matnými glazurami. Secesní keramika byla také ovlivněna tradiční i moderní japonskou a čínskou keramikou, jejíž rostlinné a květinové motivy dobře ladily se secesním stylem. Ve Francii umělci také znovu objevili tradiční metody kameniny (grés), ovšem s novými motivy. Secesní architekti začali zdobit fasády budov architektonickou keramikou, čímž jim dodávali výrazný secesní sochařský vzhled.

### Název
Francouzské označení Art nouveau („nové umění“) poprvé použil Edmond Picard v roce 1894 v belgickém časopise L'Art moderne, navazujícím na La Jeune Belgique, k označení umělecké tvorby Henryho van de Veldeho. Jako název pro celou secesi ho však zavedli van de Velde spolu s Victorem Hortou, Paulem Hankarem a Gustavem Serrurier-Bovym, aby zdůraznili novost jako společnou vlastnost svého umění. Do Francie se toto označení dostalo, když Siegfried Bing 26. prosince 1895 pojmenoval svou pařížskou galerii Maison de l'Art nouveau, „Dům nového umění“.

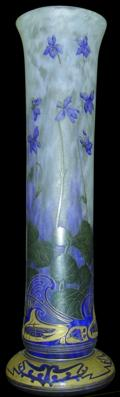
Studio Daum: Váza (1900)

Ve Francii se souběžně používal termín Modern Style odkazující na iniciační roli Anglie nebo lidové označení style Nouille (nudlový styl), style Guimard podle tvůrce vstupů do metra a style de Glasgow podle Charlese Mackintoshe a jeho okruhu. Kritici secese navíc rádi říkali style métro (styl metra), style Maxim's, style ténia (tasemnicový styl) nebo Yachting style, jak ho nazval Edmond de Goncourt, když přirovnal Bingovy exponáty na Světové výstavě 1900 k lodním kabinám.
V Anglii byla secese známá také pod názvem Arts and Crafts movement, i když ten má širší význam.
V Německu se používal buď Studio-Stil s odkazem na časopis The Studio, který hnutí zpopularizoval, nebo Jugendstil (tj. mladý styl), podle názvu dalšího časopisu podporujícího secesi Jugend, což lze přeložit Mládí nebo Mládež; mnozí hlavní představitelé secese byli v době jejího rozkvětu vskutku mladí. Němci také používali termíny Belgischestil nebo Veldestil s odkazem na Belgii a Henryho van de Veldeho, dále se objevily i výrazy Lilienstil (liliový styl) nebo Wellenstil (vlnový styl).
Název secese používaný v Rakousko-Uhersku dala novému stylu Vídeňská secese, jež ho převzala od Mnichovské secese; slovo secese tehdy v uměleckém kontextu znamenalo vyčlenění skupiny mladých umělců, kteří si založili vlastní umělecké instituce, protože se nemohli prosadit ve stávajících, čímž připomínali starořímské plebejské secese. V Itálii, Španělsku a Latinské Americe se často používal název styl Liberty s odkazem na londýnský obchod Liberty, prodávající exotické umělecké předměty.

## Dějiny

### Předchůdci

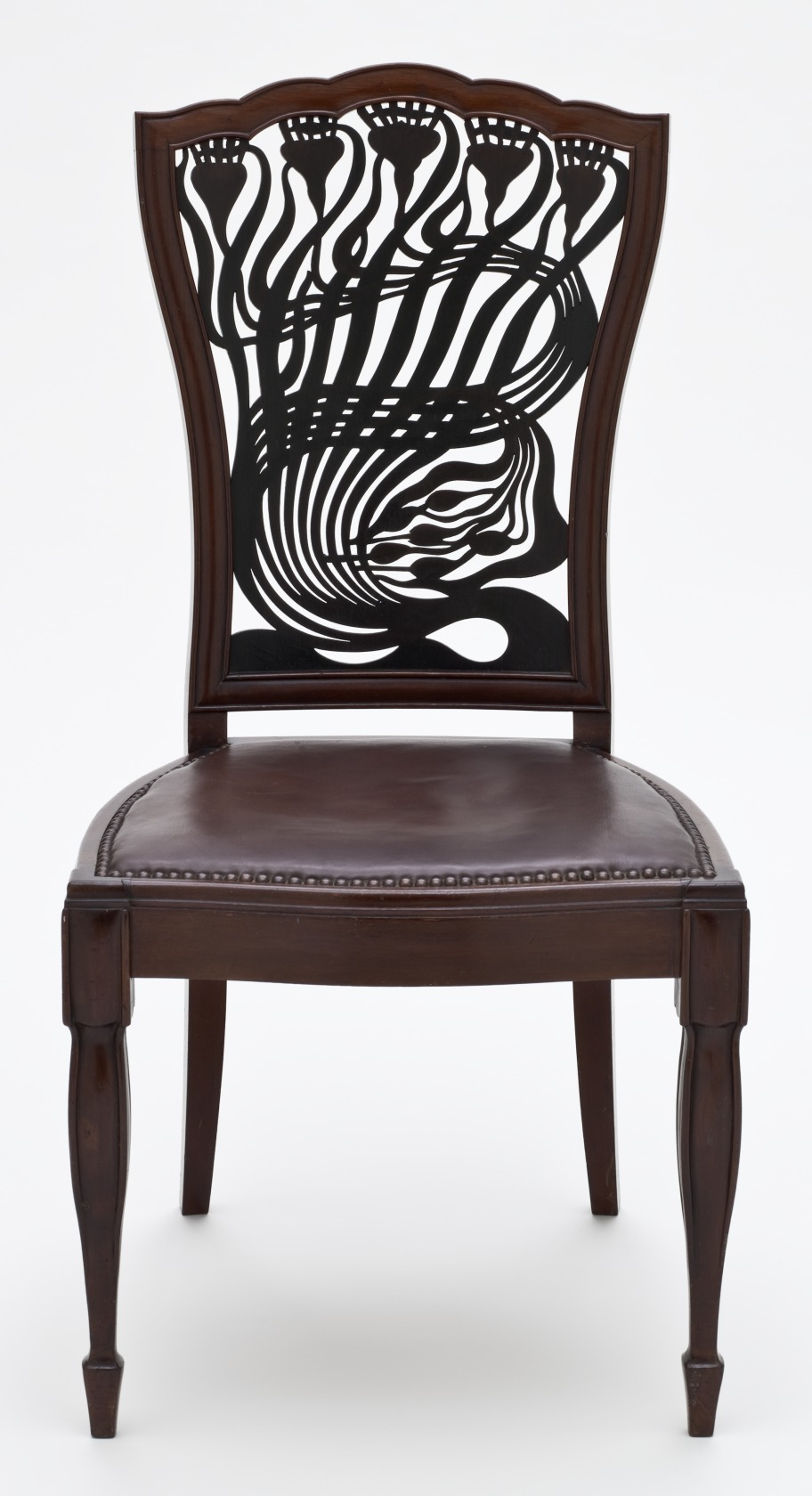
Arthur Mackmurdo: Židle (1882–83)

Secese navazovala na některé starší umělecké a teoretické trendy. V Británii to byly květinové motivy Williama Morrise a Hnutí uměleckých řemesel, které založili Morrisovi žáci. K předchůdcům secese zde patří například budova Red House od Philipa Webba (1859) s interiéry od Morrise nebo přepychový Paví pokoj od Jamese McNeilla Whistlera. Nové hnutí bylo také ovlivněno Johnem Ruskinem, prerafaelity, jako byli Dante Gabriel Rossetti a Edward Burne-Jones, a britskými grafiky 80. let 19. století, Selwynem Imagem, Heywoodem Sumnerem, Walterem Cranem, Alfredem Gilbertem, předchůdci Aubreye Beardsleye. Židle navržená Arthurem Mackmurdem se považuje za předchůdce secesního designu.
Ve Francii secesi ovlivnil Eugène Viollet-le-Duc, zapřisáhlý nepřítel dobového historismu, jehož teorie vycházela ze studia středověkého umění. Forma podle něho musí vycházet z funkce a dílo se má řídit logikou přírody. Také prosazoval jednotu umění, čili konec rozlišování mezi hlavním uměním (architekturou) a vedlejšími (dekorativními) uměními, a podporoval využití moderních technologií a materiálů. Viollet-le-Duc prakticky předjal secesi i svou řadu nástěnných maleb v Notre-Dame (1851, odstraněno 1945) či dekorací interiérů v zámku Château de Roquetaillade (1865). Jeho kniha Entretiens sur l'architecture z roku 1872 ovlivnila mnohé členy příští generace architektů: Louise Sullivana, Victora Hortu, Hectora Guimarda i Antoniho Gaudího. Důležitou roli v propojení malířství s dekorací  sehráli francouzští nabističtí malíři Maurice Denis, Pierre Bonnard a Édouard Vuillard, kteří se věnovali jak tradiční malbě, tak dekorativní malbě na sklo a další média.
Dalším důležitým vlivem byl japonismus. Šlo o vlnu nadšení pro japonské dřevořezy, zejména díla Hirošiga, Hokusaie a Utagawy Kunisady, do Evropy dovážené od 70. let 19. století. Podnikavý Siegfried Bing založil v roce 1888 měsíčník Le Japon artistique a před jeho ukončením v roce 1891 vydal třicet šest čísel. Ovlivnil jak sběratele, tak umělce včetně Gustava Klimta. Stylizované japonské prvky se objevily v secesní grafice, porcelánu, špercích a nábytku. Někteří secesní umělci jako Victor Horta vlastnili sbírky umění z Dálného východu, zejména japonského.
Ve střední Evropě secesní umělci navazovali také na beuronskou uměleckou školu. svébytný styl církevního umění vytvořený v Beuronské benediktinské kongregaci a inspirovaný starokřesťanským a staroegyptským uměním. Zejména mimo hlavní centra tehdejší kultury byly časté inspirace starobylou, venkovskou a národní výtvarnou a architektonickou tradicí. Nejen v Německu architekti a designéři chtěli stejně jako v baroku vytvořit Gesamtkunstwerk (souborné umělecké dílo), mající propojit architekturu, vybavení a umění v interiéru do jednotného stylu, povznášejícího a inspirujícího jeho uživatele.

### Počátky (1890–1895)
Britský historik umění Paul Greenhalgh rozdělil secesi do tří období: velmi krátká doba vstupu do povědomí široké veřejnosti mezi lety 1893 a 1895; dále období mezi lety 1895 a 1900, během něhož se hnutí rychle rozšířilo a proniklo do všech kulturních oblastí; a konečně období, kdy se hnutí stabilizovalo, začalo bilancovat samo sebe a čelilo ostré kritice, načež zaniklo během první světové války.

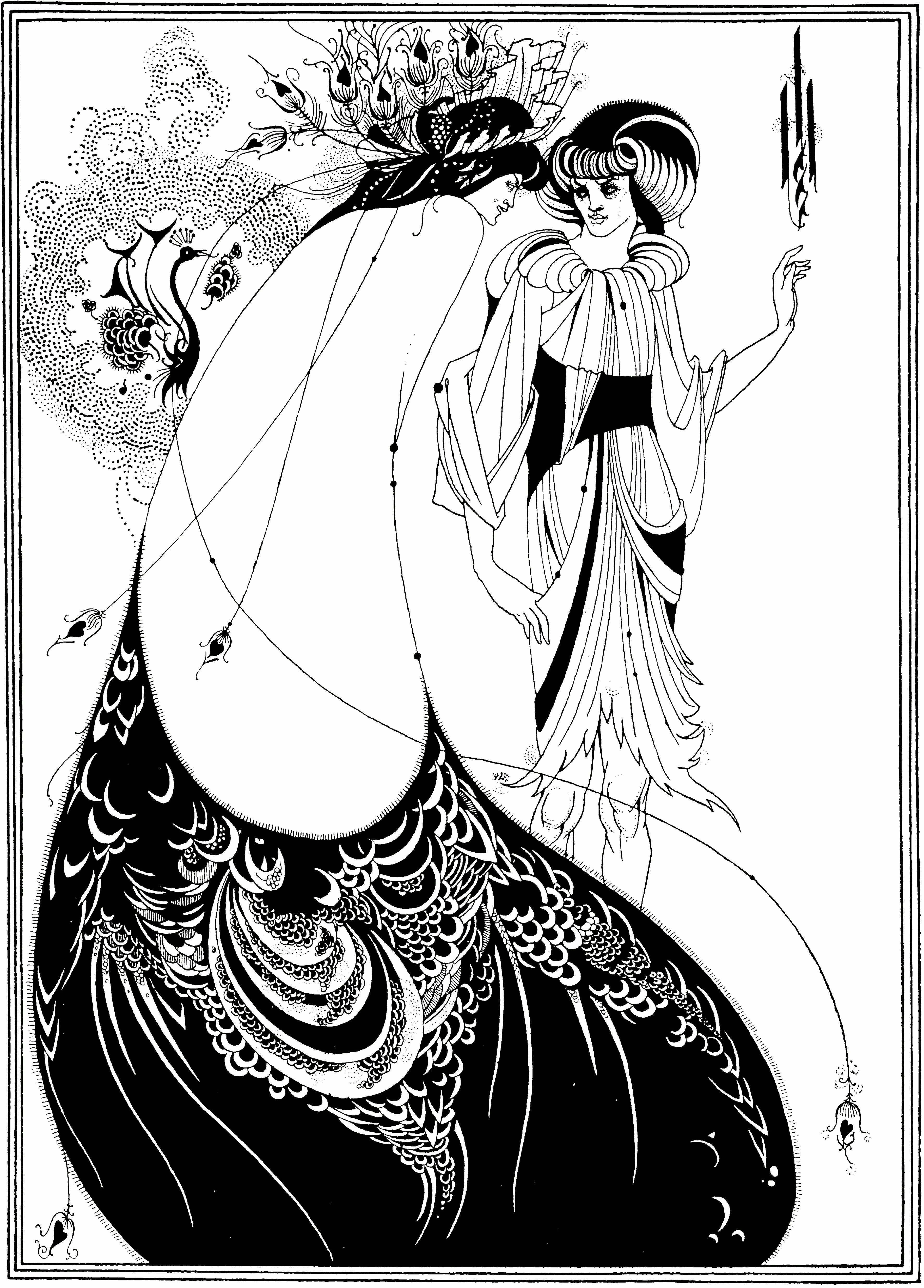
Aubrey Beardsley: Paví šaty (ilustrace ke hře Oscara Wilda Salomé, 1892)

Secese mezi lety 1890 a 1895 velmi rychle vznikla a rozvinula se po celé Evropě. Je proto obtížné určit její hlavní iniciátory. Skutečnost, že si tento nový katalog forem osvojilo mnoho různých uměleckých oborů, dala současníkům pocit, že jsou svědky vzniku svébytného uměleckého hnutí zahrnujícího všechny aspekty života.
Paul Greenhalgh identifikuje počáteční fázi hnutí mezi lety 1893 a 1895 kolem čtyř událostí, které se odehrály především ve velkých metropolích – Londýně, Bruselu a Paříži. V Londýně šlo o vydání kreseb Aubreyho Beardsleyho v prvním čísle časopisu The Studio v roce 1893. Mladý ilustrátor použil styl, který pak byl charakteristický pro secesi, a okamžitě se stal středem zájmu avantgardy na obou stranách Atlantiku.
Téhož roku v Bruselu dokončil Victor Horta městský palác Émila Tassela, první ucelenou architektonickou realizaci v secesním stylu. Horta jako první využil tvary typické pro toto hnutí. Plynulost prostorů koresponduje s rostlinnými křivkami, které prostupují kované prvky, mozaiky, fresky a vitráže. Prvky jak konstrukční, tak ozdobné, jsou v souladu s principy Eugèna Viollet-le-Duca. Horta navrhl jedinečnou budovu s vybavením, které odpovídá rytmu stěn a architektury; navrhl vzory koberců, vytvořil nábytek: zrodil se Gesamtkunstwerk, „totální umění".
Napřesrok, opět v belgické metropoli, publikoval Henry van de Velde esej Le Déblaiement d'Art, ve kterém se zamýšlí nad tehdejším vývojem umění a energicky kritizuje umělecké instituce. Byla to první intelektualizace dvou hlavních myšlenek secese: hodnota dekorativního umění vedle takzvaného vysokého umění a důležitosti celkové harmonie v každé dekorativní práci.
Poslední událostí, která uzavírá počáteční fázi hnutí, bylo otevření obchodu a výstavního centra Maison de l'Art nouveau Siegfriedem Bingem v Paříži v roce 1895. Centrum popularizovalo secesi v „hlavním městě kultury“ a seznámilo s ní širokou veřejnost.
Na konci 19. století díky zintenzivnění umělecké výměny hnutí rychle rostlo. Bohatě ilustrované umělecké a architektonické časopisy šířily nové myšlenky. Byly to například L'Estampe originale (1888–1895), The Studio (1893), Jugend (1896), Art et Décoration (1897) atd. Rozvoj dopravních prostředků umožnil architektům cestovat. Tak vzniklo spojení mezi Bruselem a Paříží: Hector Guimard se inspiroval v roce 1895 v Bruselu, kde navštívil stavby Victora Horty. Podobně se vytvořily velmi úzké vazby mezi Vídní a Glasgowem, mezi architekty Josefem Hoffmannem a Charlesem Rennie Mackintoshem.

### Rozvoj (1895–1900)
Fáze rozšíření a dosažení zralosti se odehrála mezi lety 1895 a 1900. Secese se rozšířila po celé Evropě, přičemž každé město či země si ji přizpůsobily svým vlastním charakteristikám a místním podmínkám.

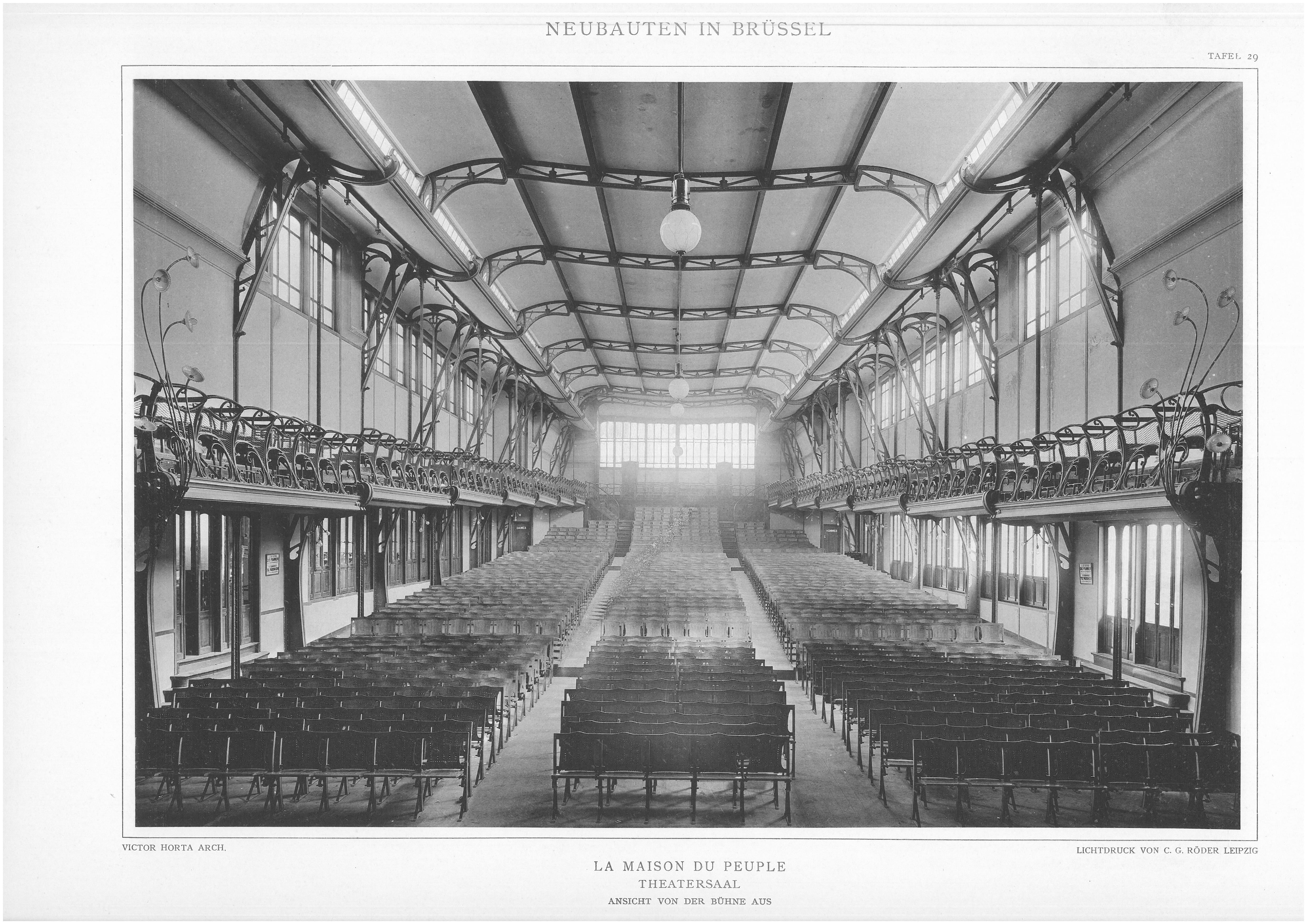
Victor Horta: Velký sál budovy Maison du Peuple v Bruselu (1896–1898)

Galerie Maison de l'Art nouveau byla v tomto období výkladní skříní secese. Vystavovali zde Louis Comfort Tiffany, Henry van de Velde, Aubrey Beardsley, René Lalique, Édouard Colonna, Eugène Gaillard nebo Georges de Feure. Na Světové výstavě 1900 v Paříži získala vitráž s apoštoly od Józefa Mehoffera zlatou medaili. Secese tak pronikla i do sakrálního umění. Třináct vitráží Józefa Mehoffera ve Fribourgu vznikalo v období od 1896 do 1936. Jsou pozoruhodné mimo jiné tím, že odrážejí stylové tendence od historismu k realismu se znaky moderního stylu přes secesi. Fribourský cyklus je významný také tím, že ovlivnil vývoj monumentálního vitrážového umění, které – po oživení zájmu v první polovině 19. století – bylo v době vzniku Mehofferových vitráží ještě v experimentální fázi.

### Roztržky a úpadek po roce 1900

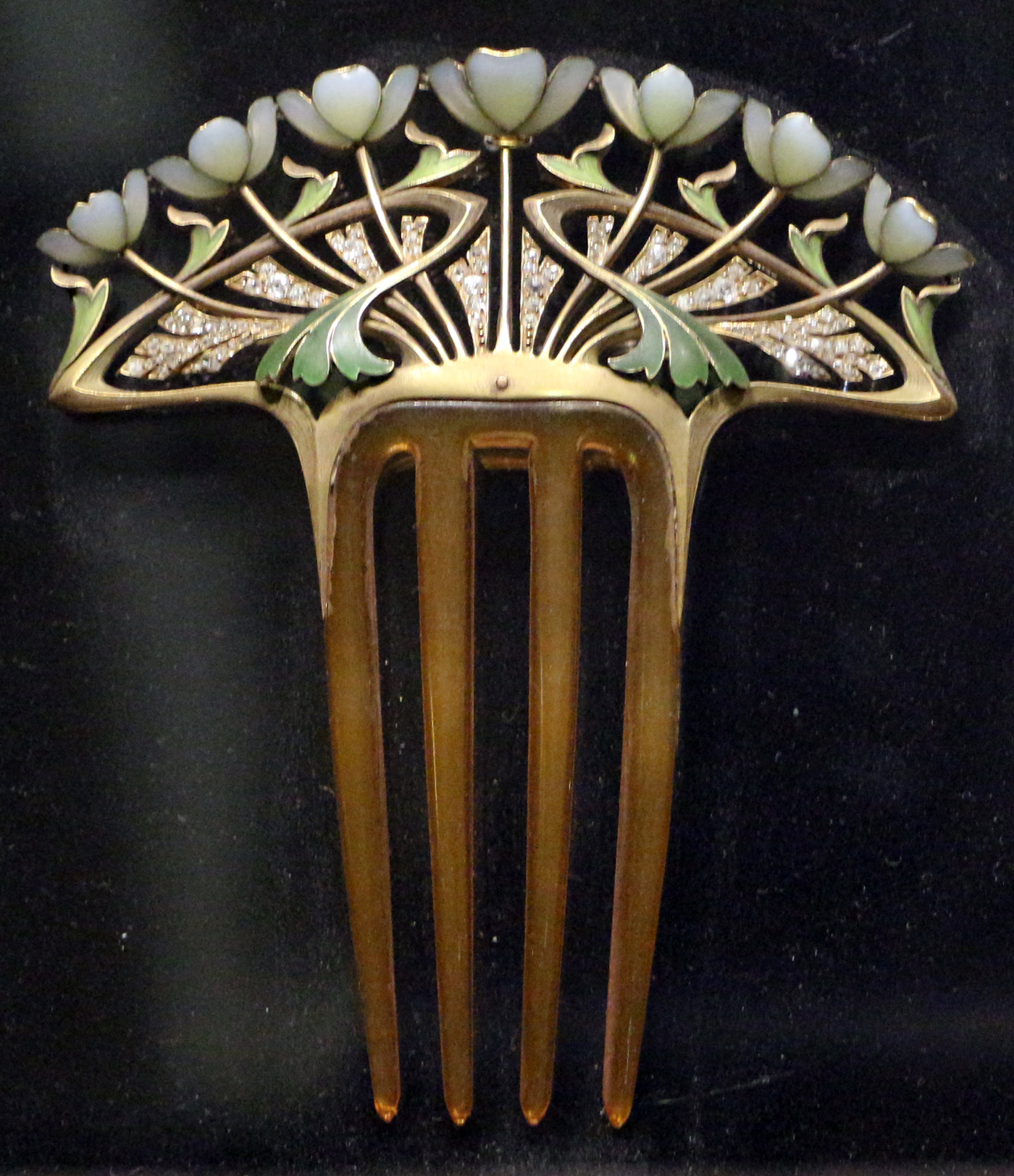
René Lalique: Hřeben (asi 1902)

Mezi lety 1900 a 1914 začala být již zavedená secese předmětem debat, diskusí a kritiky. Kritici jí zejména vytýkali, že tvrdohlavě opomíjí jeden ze základních principů dekorativního umění, podle něhož má být výzdoba předmětu podřízena jeho funkci. Již na Světové výstavě 1900 na tento problém poukázal Charles Genuys, kritik z La Revue des arts décoratifs. Počínaje lety 1904–1905 secesi ve Francii také napadala nacionalistická hnutí; organizace francouzské krajní pravice útočily zejména na Hectora Guimarda. Ultrapravičáci obviňovali secesní umělce z protinárodního postoje a používali proti nim podobnou rétoriku jako proti Židům.
Nadto originální tvůrce brzy dostihl úspěch módy, kterou sami inspirovali, a to zejména v podobě všudypřítomných kýčů, které na dlouhou dobu pošpinily památku secese. Od roku 1910 byly salony dekorativního umění zaplaveny brakem a nezbývalo již místo pro hodnotné secesní předměty, od nichž se veřejnost odvrátila. Výroba secesních předmětů pokračovala s jistým úspěchem ještě mnoho let po první světové válce, ale většinou šlo o prosté kopie bez jakékoli kreativity.
Úpadek secese se projevil zejména odchodem části jejích tvůrců, kteří se již v letech 1905–1906 začali přiklánět k jiným stylům. Navíc jelikož byli nejvlivnější představitelé tohoto proudu rozptýleni po celé Evropě, nemohli se organizovat ani se začlenit do nějaké oficiální instituce, která by hnutí legitimizovala a podporovala.
Běžný výklad dějin umění dlouho považoval následující umělecká hnutí za radikální rozchod se secesí. Nemělo by se však opomenout, že mnoho secesních umělců samo velmi postupně měnilo svůj styl a že noví umělci se většinou vědomě hlásili k návaznosti na předchozí avantgardy.
Utilitarismus vyvolaný první světovou válkou zasadil secesi smrtelnou ránu, takže byla od té doby zatracována. Jeho kritici, kteří nikdy nepolevili, ji vždy považovali za povrchní; v očích široké veřejnosti byla nyní zastaralá. Nahradil ji art deco, který byl ve své kolosální verzi 30. let jejím popřením. Již od poloviny dvacátých let se začaly některé secesní realizace bourat, počínaje částí stanic pařížského metra, například Place de l'Étoile a Pereire. Z nutnosti a kvůli nezájmu o tento styl demolice po druhé světové válce zrychlily a pokračovaly až do 70. let 20. století, kdy si jak v Belgii, tak ve Francii lidé uvědomili hodnotu secesního dědictví, což nakonec vedlo k záchraně přeživších staveb, jejich ochraně a restaurování.

### Dědictví

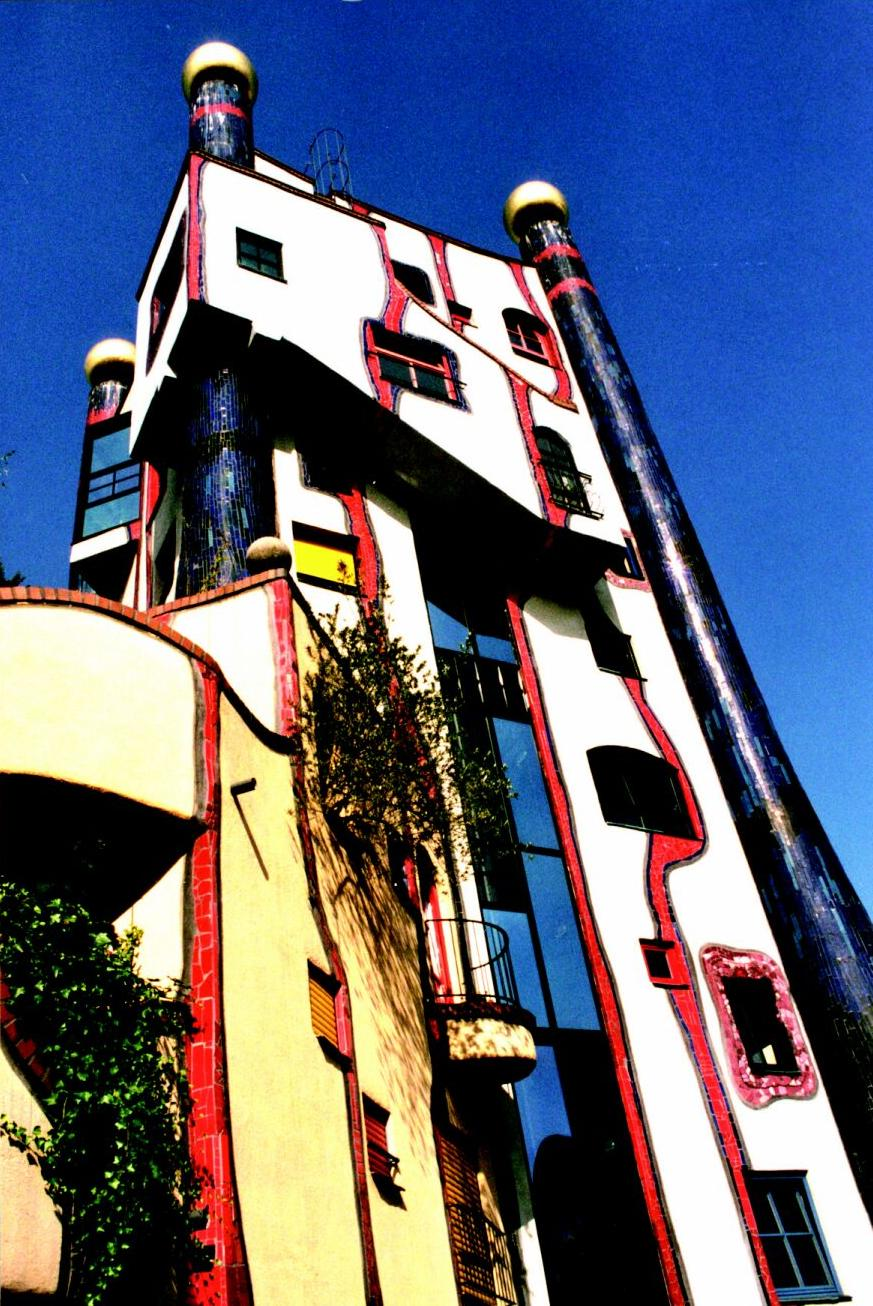
Friedensreich Hundertwasser: Hunderwasserhaus v Plochingenu (1991–1994)

Hlavní pováleční historici architektury jako Nikolaus Pevsner, Sigfried Giedion nebo Henry-Russell Hitchcock secesi nebrali v úvahu. Například první vydání Pevsnerova díla Génie de l'architecture européenne nezmiňuje ani Guimarda, ani Gaudího. Tito autoři nedokázali secesi zařadit do historické perspektivy. Již ve 30. letech však o rehabilitaci secese usilovali surrealisté. Salvador Dalí publikoval v jejich časopise Minotaure článek De la beauté terrifiante et comestible du Modern style, O děsivé a stravitelné kráse secese. Byl ilustrován předními fotografy, jako byl Brassaï, u něhož si Dalí objednal noční snímky Guimardových vstupů do metra. Gaudího architekturu nafotografoval Man Ray. Také André Breton sdílel tento pohled na „libidinózní secesní tvary“. Především však Dalí v secesi viděl vynikající prostředek boje proti Le Corbusierovi, protože secese představovala snovou, erotickou architekturu, mnohem bližší rytmu lidského života.
Ve stejné době Dalí objevil dílo post-secesního malíře Clovise Trouilla, u něhož ho nadchla absence autocenzury a opakující se odkazy na secesi. Taktéž v průběhu 30. let vytvářel finský designér Alvar Aalto vlnité, volné a expresivní formy, připomínající nejabstraktnější secesi.
Secese významně ovlivnila řadu uměleckých směrů 20. století. Její důraz na organické tvary a plynulé křivky předznamenal art deco, které z něj čerpalo, byť se posunulo k geometričtějším formám. Abstraktní tendence v secesním ornamentu ovlivnily ranou abstraktní malbu, například dílo Vasilije Kandinského. Význačný byl také vliv na expresionismus, například u Egona Schieleho. Podobně v užitém umění židle Escargot od Carla Bugattiho předjímá židli Floris od Güntera Beltziga nebo slavnou židli Panton, vytvořenou v roce 1959 Dánem Vernerem Pantonem. I tvorba Carla Mollina v 50. letech připomíná kostry nábytku Gaudího. V architektuře se k organickým tvarům a barevnosti secese vracel například Friedensreich Hundertwasser.
První velká díla pojednávající o secesi se objevila koncem 50. let. Popularitu získaly především reprodukce secesních plakátů. Secesi začali od 60. let věnovat větší pozornost také mladí designéři. V Evropě znamenaly mezník v zájmu o secesi výstavy Alfonse Muchy ve Victoria and Albert Museum v Londýně v roce 1963 a výstava kreslíře Aubreye Beardsleyho v roce 1966. V Americe podobnou roli sehrála výstava Art Nouveau v Muzeu moderního umění v New Yorku zahájená roku 1959, která secesi představila jako významný předstupeň modernismu. Klíčová Hortova budova Maison du Peuple, inovativně využívající ocelové nosníky v interiéru, byla ovšem zbořena ještě v roce 1965, a podobný osud postihl řadu dalších jeho realizací.
V roce 1966 sochař François-Xavier Lalanne navázal na secesi důrazem na přírodu pro zlepšení životního prostředí moderního člověka. Téhož roku se v San Franciscu objevily první psychedelické plakáty, jejichž grafici převzali některá témata secese, jako jsou vlasy, pávi nebo ženské tvary. V 80. a 90. letech mnoho muzejních institucí vyhledávalo a získávalo secesní artefakty a probíhaly výstavy a retrospektivy. Řada vydaných publikací ukazuje trvalý zájem veřejnosti o secesi. Špičkové secesní artefakty se prodávají za vysoké částky, obrazy Gustava Klimta dokonce dosahují cen v řádu sto milionů dolarů.
Mnoho secesních památek je zapsáno na Seznamu světového dědictví UNESCO ať samostatně, nebo jako součásti historických městských celků. Patří sem například Palác Stoclet a domy architekta Victora Horty v Bruselu, Casa Milà a další díla Antoniho Gaudího v Barceloně nebo historická centra  Rigy, Vídně či Prahy s jejich secesními památkami. Ještě více secesních památek je chráněno na národní úrovni. Na druhou stranu je mnoho zajímavých secesních staveb stále ohroženo. Významným problémem je také ztráta původního mobiliáře a dekorativních prvků.

## Západní Evropa

### Belgie

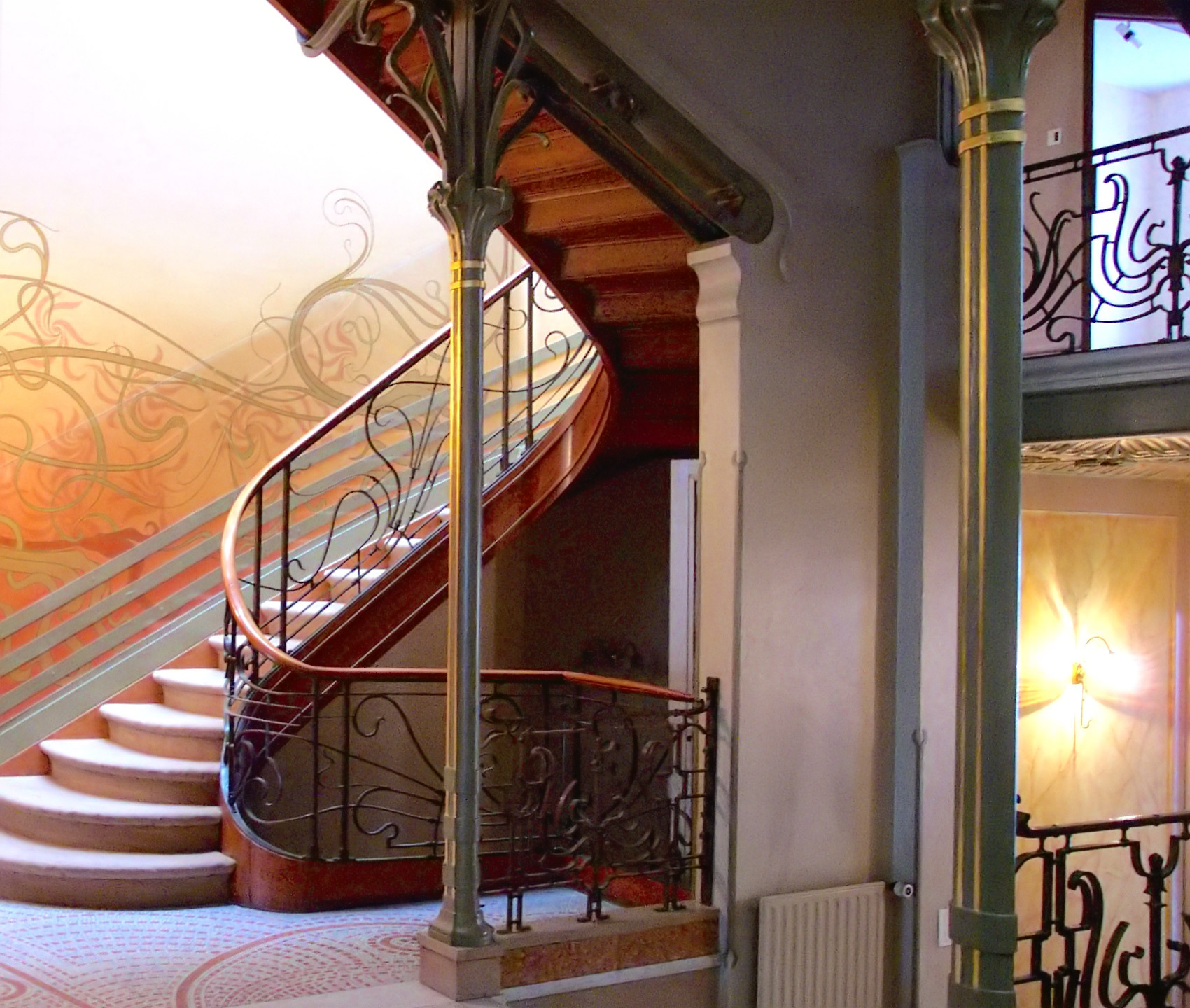
Victor Horta: Schodiště Hôtel Tassel (1892–1893)

První secesní městské domy, Hankarův dům od Paula Hankara (1893) a Hôtel Tassel od Victora Horty (1892–1893), vznikly téměř současně v Bruselu. Byly si podobné svou originalitou, ale velmi odlišné designem a vzhledem. Paul Hankar pracoval v letech 1879 až 1894 v ateliéru Henriho Beyaerta, díky němuž se stal obdivovatelem Viollet-le-Duca. V roce 1893 si Hankar v Bruselu navrhl a postavil rezidenci. S cílem vytvořit syntézu výtvarného a dekorativního umění přizval sochaře Reného Janssense a malíře Alberta Ciamberlaniho k výzdobě interiéru i exteriéru. Dekorace z krouceného železa a vlnité linie ve stylizovaných květinových vzorech se staly důležitým prvkem secese. Podle tohoto vzoru pak Hankar postavil několik domů pro své umělecké přátele a také inovativní skleněné výlohy pro bruselské obchody, restaurace a galerie, jež podle místního kritika ukazovaly „opravdové delirium originality“.

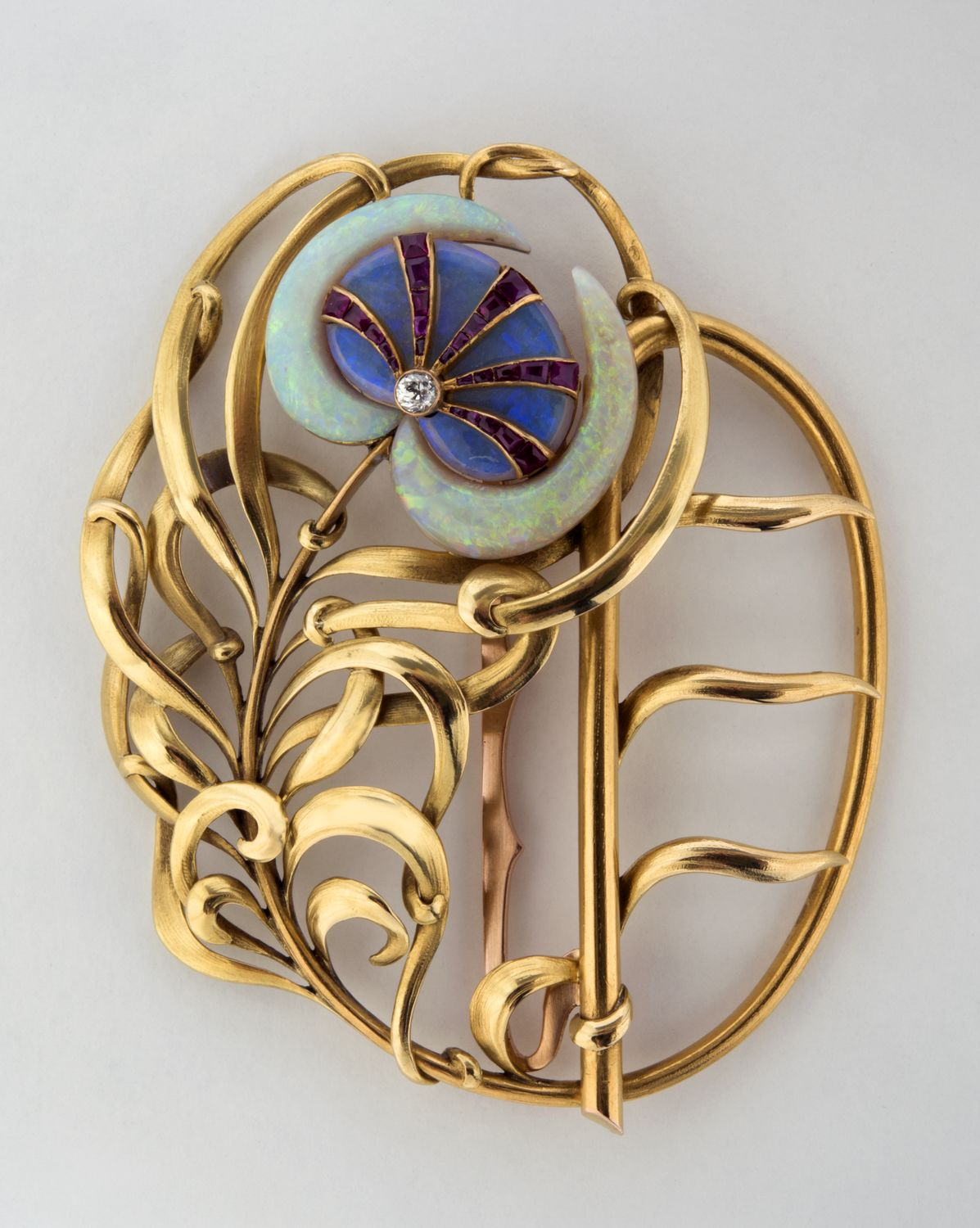
Philippe Wolfers: Přezka Paví peří (1898)

Viollet-le-Duca obdivoval i Victor Horta. Ten v letech 1892–1893 navrhl rezidenci pro chemika Émila Tassela na velmi úzkém a hlubokém pozemku. Ústředním prvkem domu se stalo schodiště, které bylo otevřené, zdobené kovaným zábradlím se spirálovitými motivy a umístěné pod vysokým světlíkem. Podlahy byly podepřeny štíhlými železnými sloupy připomínajícími kmeny stromů. Mozaikové podlahy a stěny zdobily jemné arabesky v květinových a rostlinných formách, které se staly nejoblíbenějším znakem tohoto stylu. V krátkém období po Hôtel Tassel Horta postavil další tři městské domy, všechny s otevřenými interiéry a světlíky pro maximální vnitřní osvětlení: Hôtel Solvay, Hôtel van Eetvelde (pro Edmonda van Eetvelda) a Maison & Atelier Horta. 
Další zakladatelskou postavou byl Henry van de Velde, původně malíř, pak i designér a architekt, který roku 1895 pojal secesně interiér své rezidence v Bruselu zvané Villa Bloemenwerf. Vnější vzhled domu byl inspirován domem Red House Williama Morrise. Pro Villu Bloemenwerf van de Velde vytvořil textilie, tapety, stříbrné předměty, šperky a dokonce i oděvy, které ladily se stylem rezidence. Van de Velde později působil v Paříži, kde navrhoval nábytek a dekorace pro Siegfrieda Binga. V roce 1906 odešel do Výmaru, kde založil Velkovévodskou školu umění a řemesel, jež záměrně neučila historické styly.

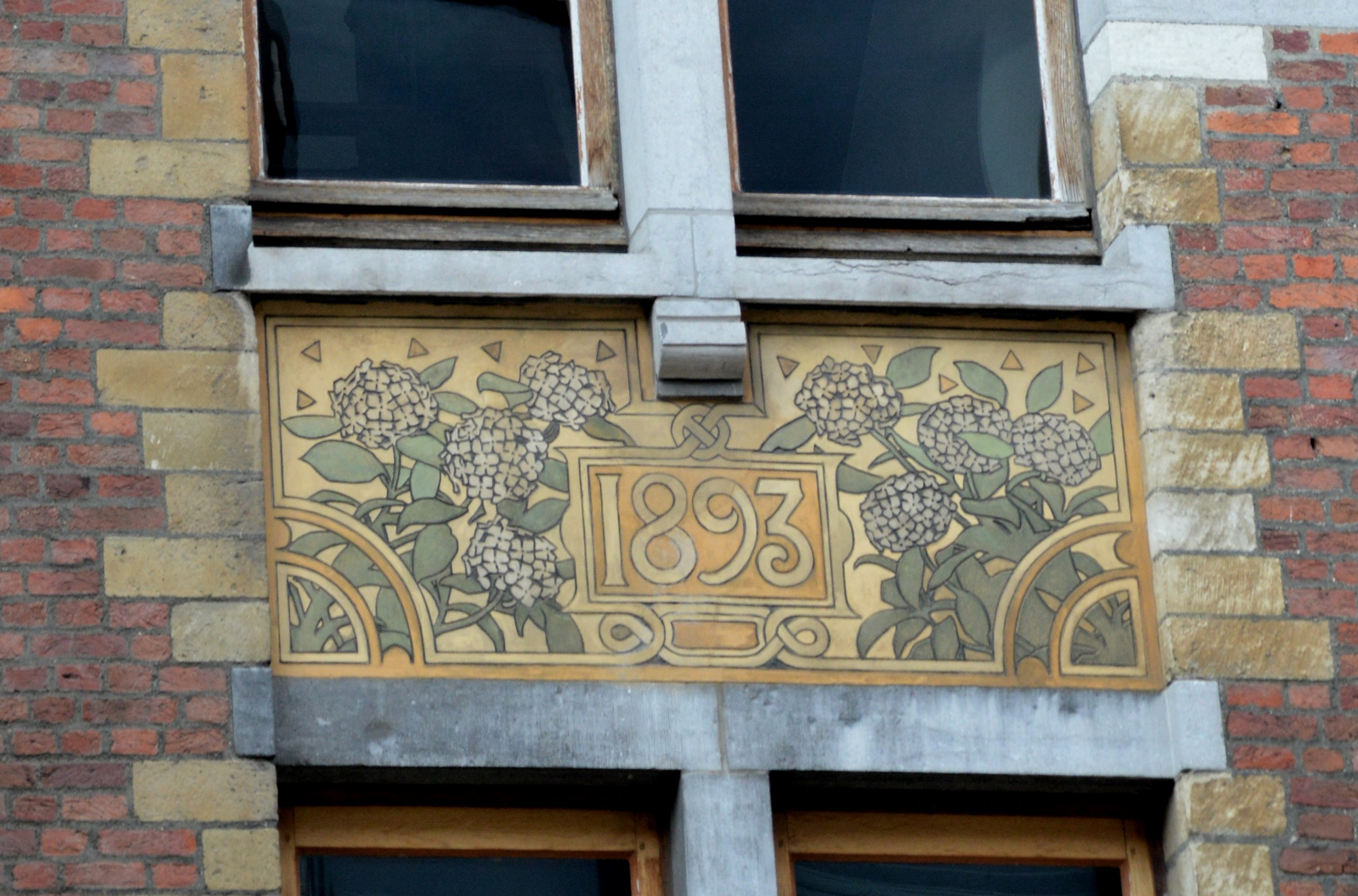
Paul Hankar: Detail průčelí Hankarova domu (1893)

Debut secesní architektury v Belgii doprovázela vlna dekorativního umění v novém stylu. Mezi významné umělce patřili Gustave Strauven, který používal kované železo na fasádách, návrhář nábytku Gustave Serrurier-Bovy, známý svými vysoce originálními židlemi a kloubovým kovovým nábytkem, grafik Fernand Khnopff a návrhář Philippe Wolfers, který vyráběl šperky ve tvaru vážek, motýlů, labutí a hadů. Světovou pozornost k novému stylu přitáhla Bruselská mezinárodní výstava v roce 1897; Horta, Hankar, Van de Velde a Serrurier-Bovy se podíleli na návrzích výstavních prostor a Henri Privat-Livemont vytvořil výstavní plakát. Belgičtí designéři využívali slonovinu hojně dováženou z Belgického Konga; populární byly kombinované sochy spojující kámen, kov a slonovinu.

### Francie a Švýcarsko
Do Paříže monotónních bulvárů budovaných za barona Haussmanna přinesl novou architekturu Hector Guimard. Secesní rysy má již jeho Hôtel Jassedé (1893), ale až po návštěvě Hortova Hôtelu Tassel postavil dům Castel Béranger (1895 až 1898), originální směs neogotiky, bičovitých secesních křivek a přírodních forem. Přírodou se Guimard inspiroval i na teoretické úrovni: „Čemu je třeba se za každou cenu vyhnout, jsou... paralelnost a symetrie. Příroda je největší stavitel ze všech a příroda nedělá nic paralelního a nic symetrického.“ Castel Béranger Guimarda proslavil, takže dostal zakázku na návrh vstupů pro nové pařížské metro, což pak secesi přiblížilo milionům návštěvníků Světové výstavy 1900.

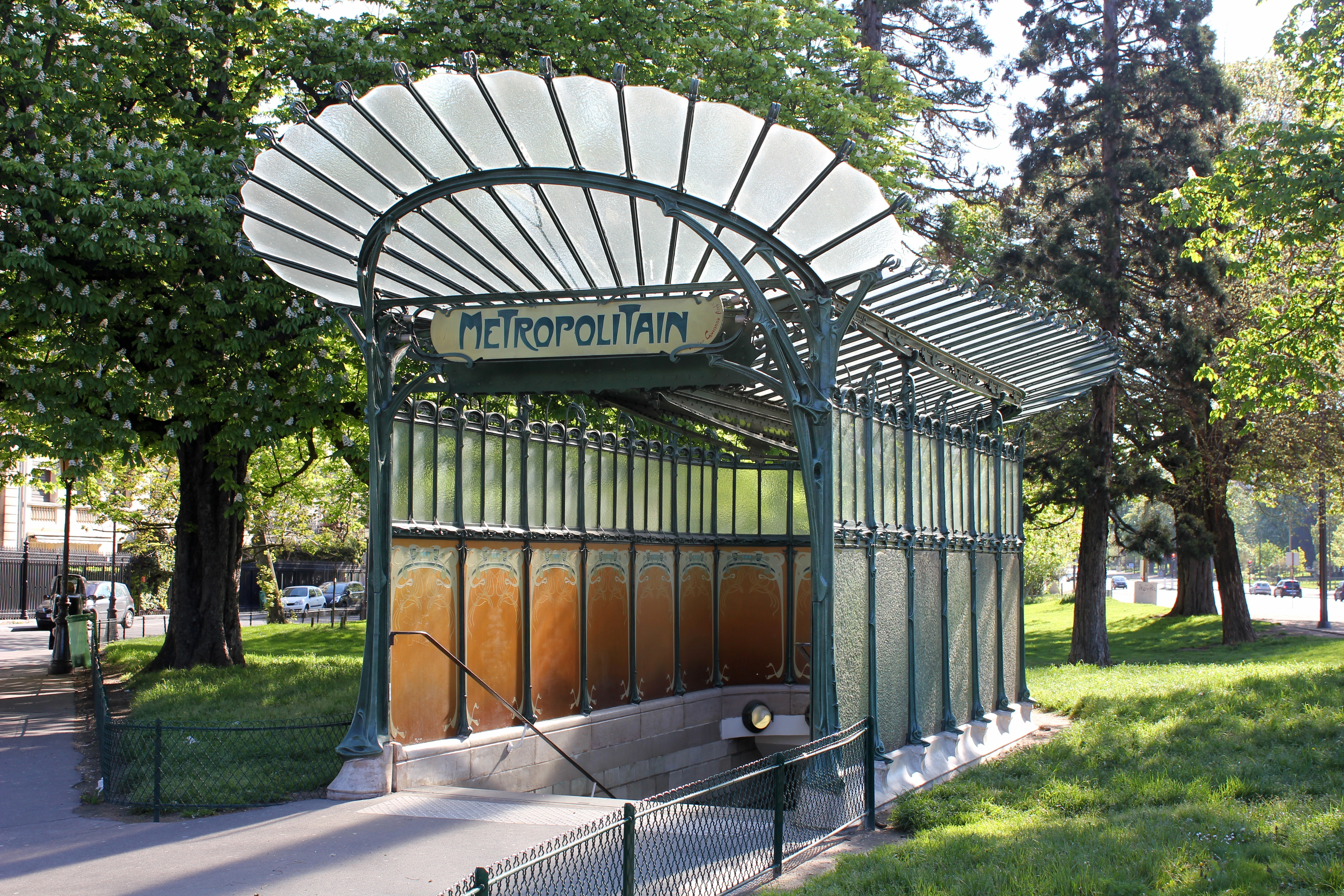
Hector Guimard: Vstup do pařížského metra (stanice Porte Dauphine), druhá polovina 90. let 19. století

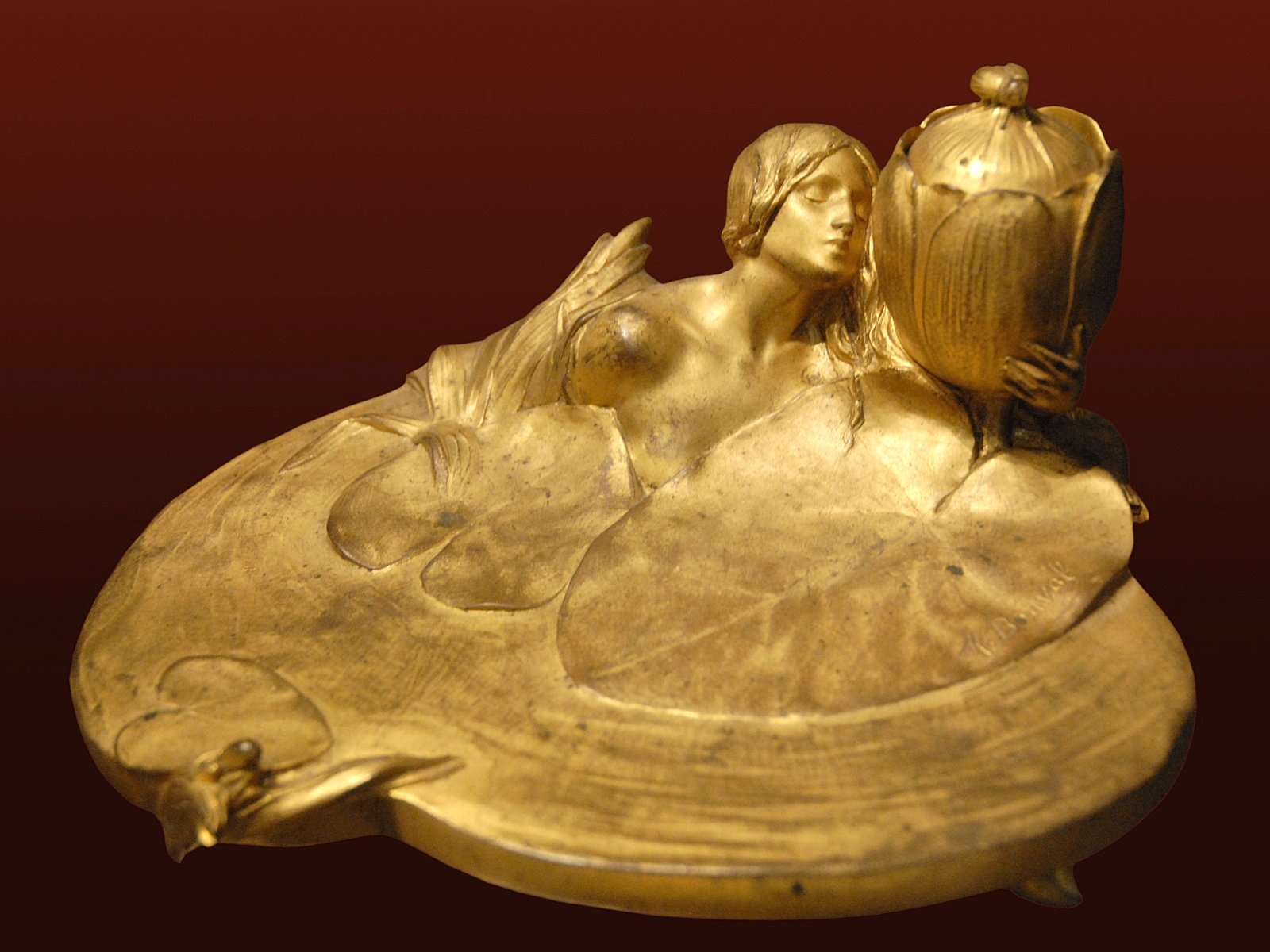
Maurice Bouval: Kalamář (asi 1900)

Důležitou roli v propagaci secesního výtvarného umění sehrál Siegfried Bing, který roku 1895 otevřel v Paříži galerii Maison de l'Art nouveau, věnovanou novým dílům výtvarného i dekorativního umění. Ta dala secesi jméno Art nouveau, které se používá ve francouzštině, angličtině a některých dalších jazycích. Interiér galerie vytvořil Henry van de Velde a vystavovali zde malíři Georges Seurat, Paul Signac a Henri de Toulouse-Lautrec, umělečtí skláři Louis Comfort Tiffany a Émile Gallé, šperkař René Lalique a grafik Aubrey Beardsley. Vystavená díla nebyla stylově jednotná; Bing v roce 1902 napsal: „Art Nouveau v době svého vzniku vůbec neusilovalo o čest stát se obecným pojmem. Byl to jednoduše název domu otevřeného jako místo setkávání všech mladých a zapálených umělců netrpělivě usilujících ukázat světu modernost svého směřování.“

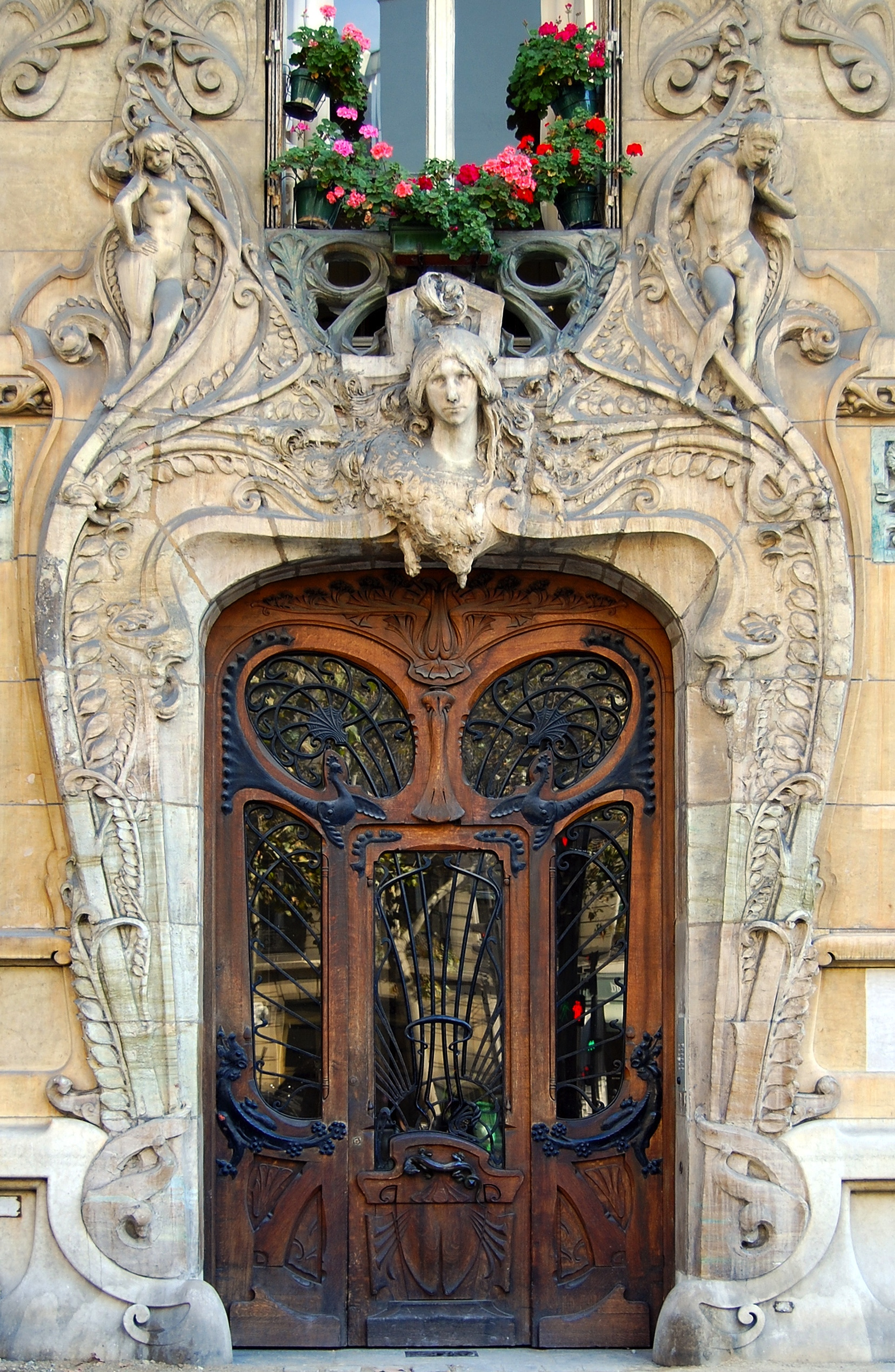
Jules Lavirotte: Vchod Lavirottova domu (1901), keramickou výzdobu navrhl Jean-Baptiste Larrivé

Vrcholem francouzské secese byla pařížská Světová výstava v roce 1900, jež byla první mezinárodní přehlídkou secesních designérů a umělců z celé Evropy a dalších zemí. Od francouzských umělců zde byly k vidění například šperky od Reného Laliqua, Henriho Vevera a Georgese Fouqueta, sklo ateliéru Daum, sèvreský porcelán, keramika od Alexandra Bigota, skleněné lampy a vázy od Émila Gallého nebo nábytek od Édouarda Colonny a Louise Majorella. Mezi zahraničními účastníky byli Alfons Mucha, který vyzdobil pavilon Bosny a Hercegoviny a navrhl menu pro restauraci pavilonu; dekoratéři a designéři Bruno Paul a Bruno Möhring z Berlína; Carlo Bugatti z Turína; Bernhardt Pankok z Bavorska; ruský architekt-designér Fjodor Šechtěl a Louis Comfort Tiffany ze Spojených států. Vídeňský architekt Otto Wagner byl členem poroty a představil model secesní koupelny svého vídeňského bytu se skleněnou vanou. Josef Hoffmann navrhl rakouskou expozici v duchu Vídeňské secese. Eliel Saarinen získal první mezinárodní uznání za nápaditý návrh finského pavilonu.
Kromě zmíněných v Paříži působil Jules Lavirotte, jehož dílem je Lavirottův dům (1901) s fasádou pokrytou keramickou výzdobou. Secese byla populární v interiérech restaurací a kaváren, například Maxim's na rue Royale 3 a Le Train bleu na Lyonském nádraží (1900). Paříž přitahovala i zahraniční umělce. Secesní plakáty kromě Alfonse Muchy, autora slavného plakátu pro herečku Sarah Bernhardtovou (1895), tvořil i švýcarský rodák Eugène Grasset, který vytvořil své první plakáty pro Fêtes de Paris a v roce 1890 jiný známý plakát Bernhardtové. Jeho krajan Théophile-Alexandre Steinlen vytvořil v roce 1896 slavný plakát pro pařížský kabaret Le Chat noir.
Město Nancy v Lotrinsku se stalo druhým francouzským centrem nového stylu. V roce 1901 byla založena Alliance provinciale des industries d'art, známá také jako École de Nancy. Působili tu Émile Gallé, bratři Daumové a návrhář Louis Majorelle, autor nábytku s květinovými a rostlinnými formami. Architekt Henri Sauvage v Nancy roku 1902 vytvořil Vilu Majorelle.
Francouzský styl byl široce propagován novými časopisy, včetně The Studio, Arts et Idées a Art et Décoration, jejichž fotografie a barevné litografie seznamovaly s tímto stylem designéry a bohaté klienty po celém světě. Po vrcholu v roce 1900 se secese ve Francii udržela ještě několik let a poté rychle vyšla z módy, prakticky zmizela do roku 1905.
Varianta secese nazvaná Style sapin (jedlový styl) vznikla v La Chaux-de-Fonds v kantonu Neuchâtel ve Švýcarsku. Průkopníkem byl Charles l'Eplattenier, který se inspiroval zejména jedlí (francouzsky sapin) a dalšími rostlinami přírody Jurských hor, ale i geometričtějšími prvky Jugendstilu a vídeňské secese. Jeho zdejší krematorium zdobí trojúhelníkové stromové formy, šišky a další přírodní témata z regionu. Pozoruhodná je i Villa Fallet (1905) v La Chaux-de-Fonds od L'Epplattenierova studenta, osmnáctiletého Le Corbusiera. Forma domu je tradiční, ale výzdoba fasády využívá trojúhelníkové stromy a další přírodní prvky.

### Británie

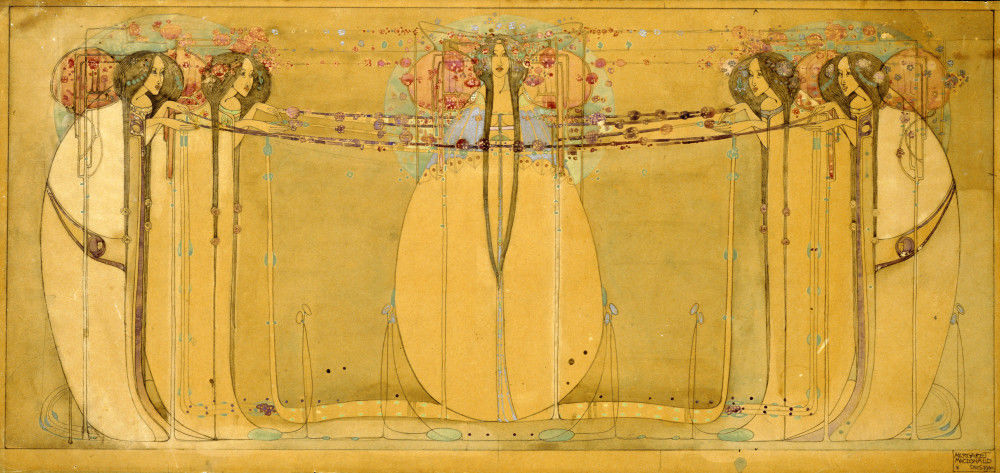
Margaret Macdonald Mackintoshová: Královna máje (1900)

Mezi secesní grafiky v Británii patřili Aubrey Beardsley, jehož kresby se vyznačovaly zakřivenými liniemi, Walter Crane a Charles Ashbee. Obchodní dům Liberty v Londýně proslavil barevné stylizované květinové vzory pro textilie, kovové předměty a šperky od Archibalda Knoxe, který se v materiálech a formách zcela odklonil od historických tradic návrhářství šperků. Centrem secesní architektury a návrhu nábytku byl Glasgow, kde působil Charles Rennie Mackintosh a Glasgowská škola inspirovaná skotskou baronskou architekturou a japonským uměním. Od roku 1895 Mackintosh vystavoval v Londýně, Vídni a Turíně; zvláště ovlivnil secesní styl ve Vídni. K jeho realizacím patří budova Glasgow Herald (1894) a knihovna Glasgowské školy umění (1897). Jako návrhář nábytku a dekoratér úzce spolupracoval se svou manželkou Margaret, malířkou a designérkou. Společně vytvářeli působivé návrhy, které kombinovaly geometrické přímé linie s jemně zakřivenými květinovými dekoracemi.
Léon-Victor Solon významně přispěl k secesní keramice. Specializoval se na plakety a vázy zdobené reliéfními liniemi. Kromě keramiky navrhoval textilie pro hedvábnický průmysl v Leeku a knižní předsádky. Plodným architektem byl George Skipper s řadou staveb zejména v Norwichi.

### Nizozemsko

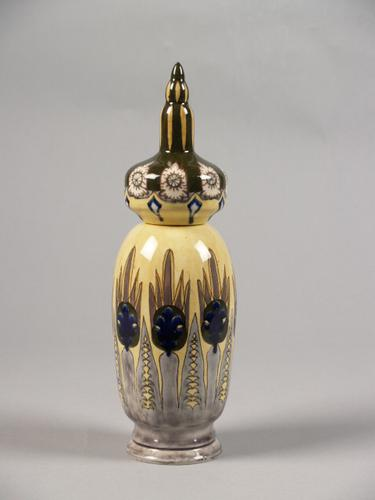
Theo Colenbrander: Váza (1889)

Nizozemská secese, zvaná Nieuwe Stijl (Nový styl) nebo Nieuwe Kunst (Nové umění), šla jiným směrem než Belgie milující květinové dekorace a odvážné křivky. Byla ovlivněna geometričtějšími a stylizovanějšími formami německého Jugendstilu a rakouské Vídeňské secese a také uměním dováženým z Indonésie, tehdy Nizozemské východní Indie, především textilem a batikou z Jávy. Tím se ispiroval i grafik Jan Toorop, jehož práce inklinovala k mysticismu a symbolismu, i keramici  Jurriaan Kok a Theo Colenbrander, kteří používali barevné květinové vzory a tradičnější secesní motivy v kombinaci s neobvyklými formami keramiky a kontrastními tmavými a světlými barvami.
Nejvýznamnějším architektem a návrhářem nábytku byl Hendrik Petrus Berlage, který odmítal historismus a prosazoval čistě funkční architekturu. I on obdivoval Viollet-le-Duca a jeho nábytek byl striktně funkční a respektoval přirozené tvary dřeva. Jeho prvním a nejslavnějším architektonickým dílem byla Beurs van Berlage (1896–1903), amsterodamská komoditní burza, v níž bylo vše funkční včetně řad nýtů, které zdobily stěny hlavního sálu. Ke svým budovám často přidával velmi vysoké věže, aby je zvýraznil, což byla praxe používaná i jinými secesními architekty jako Josephem Marií Olbrichem ve Vídni a Elielem Saarinenem ve Finsku. K významným secesním realizacím dále patří American Hotel (1898–1900) od Berlageho, Astoria  v Amsterdamu (1904–1905) od Hermana Hendrika Baanderse a Gerrita van Arkela, nádraží v Haarlemu (1906–1908) a kancelářská budova Holland America Line (1917) v Rotterdamu, nyní Hotel New York.

## Střední Evropa a Balkán

### Německo

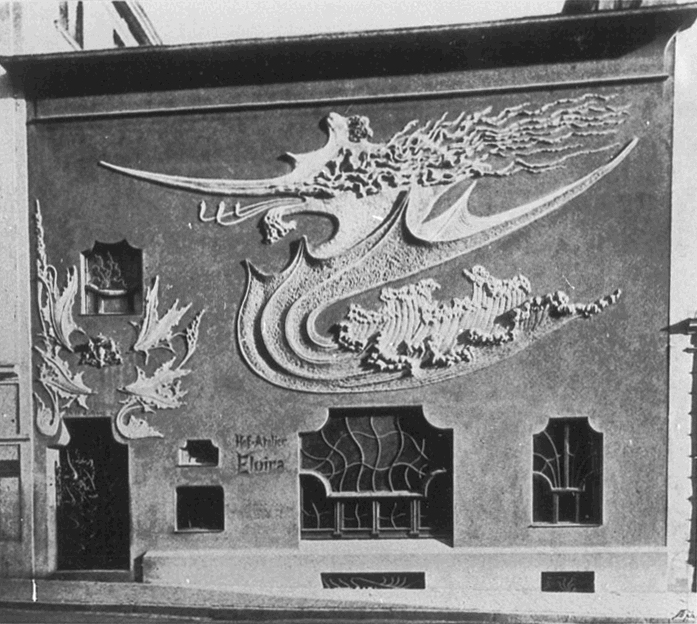
August Endell: Průčelí ateliéru Elvira v Mnichově (1896–1898)

Německá secese se označuje Jugendstil podle uměleckého časopisu Jugend, který vycházel v Mnichově. Založil ho v roce 1896 Georg Hirth, který zůstal redaktorem až do své smrti v roce 1916. Na počátku 20. století se termín Jugendstil používal pouze pro grafické umění, zejména typografii a grafiku časopisů jako Jugend, Pan a Simplicissimus. Ta kombinovala vlnité křivky a geometričtější linie a často používala originální řezy písma, např. písmo Arnold Böcklin z roku 1904. Později se termín Jugendstil obsahově rozšířil a přejaly ho i jiné země. V roce 1892 Georg Hirth nazval nově založený spolek mnichovských výtvarných umělců Mnichovská secese. Vídeňská secese, založená v roce 1897, i Berlínská secese název převzaly.

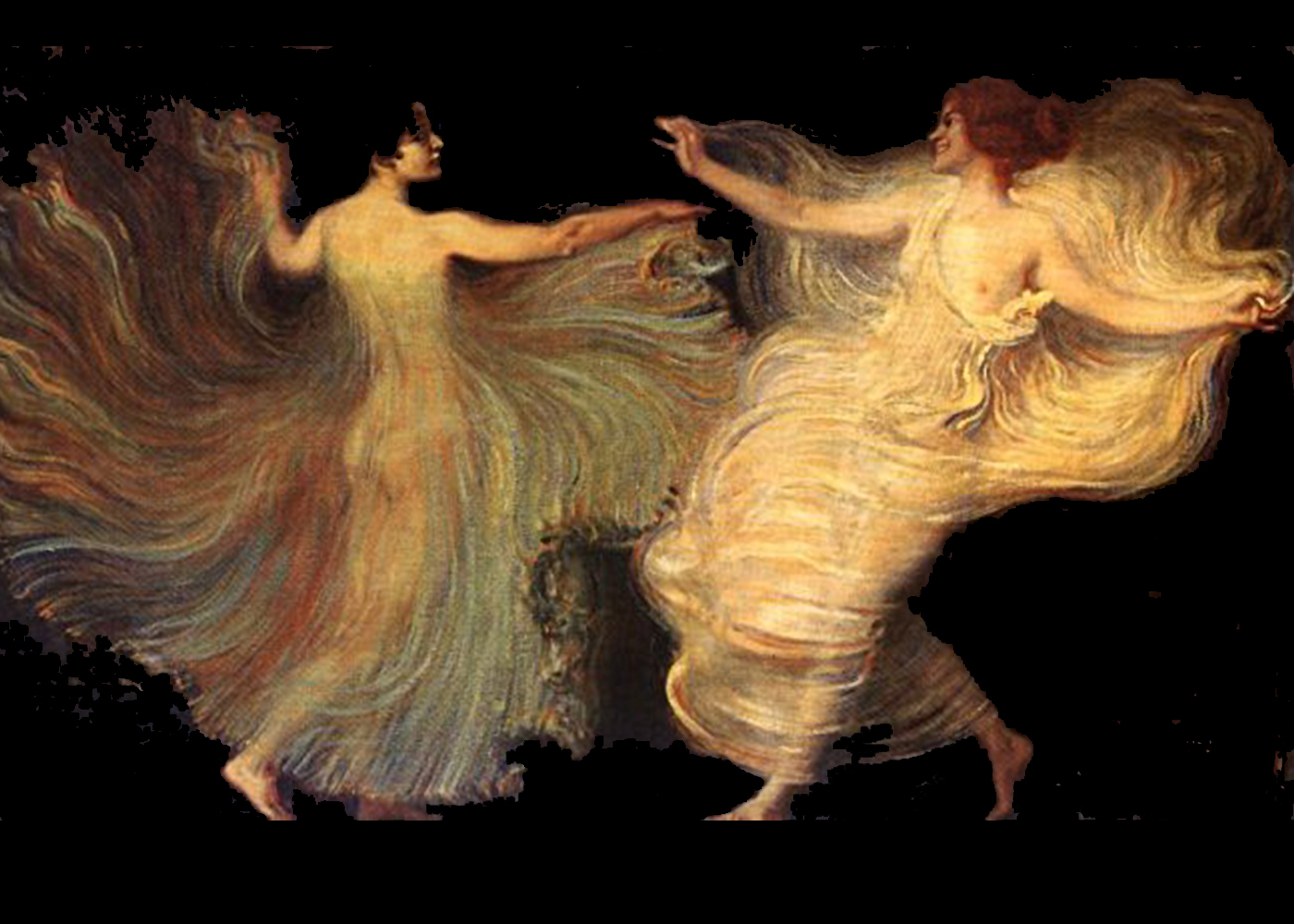
Franz von Stuck: Tanečnice (1896)

Otto Eckmann byl jedním z nejvýznamnějších německých umělců spojených s časopisy Die Jugend i Pan. Jeho oblíbeným zvířetem byla labuť a jeho vliv byl tak velký, že se labuť stala symbolem celého hnutí. Dalším významným designérem byl Richard Riemerschmid, který vyráběl nábytek, keramiku a další dekorativní předměty ve střízlivém, geometrickém stylu směřujícím k art decu.

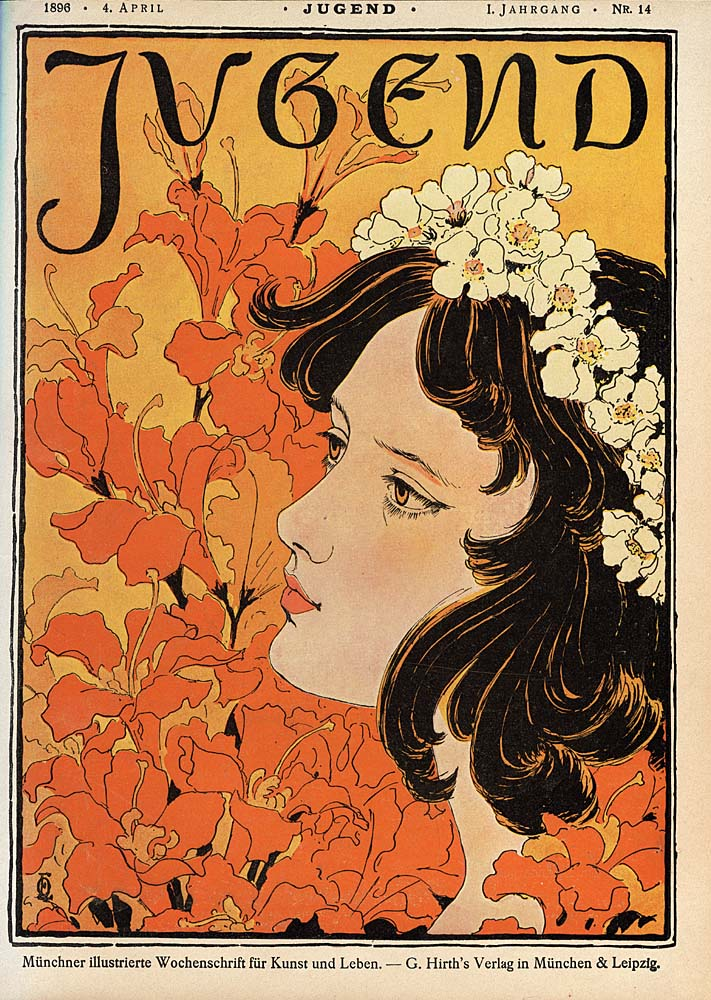
Otto Eckmann: Obálka časopisu Jugend (1896)

Uměleckou kolonii Darmstadt založil roku 1899 Arnošt Ludvík Hesenský. Jeho dům i největší stavbu kolonie (Svatební věž) postavil Joseph Maria Olbrich, jeden ze zakladatelů Vídeňské secese. Dalšími významnými umělci kolonie byli Peter Behrens a Hans Christiansen. Arnošt Ludvík také na počátku století zadal přestavbu lázeňského komplexu v Bad Nauheim; inovativní Sprudelhof vznikl v letech 1905–1911 pod vedením Wilhelma Josta a dosáhl jednoho z hlavních cílů Jugendstilu, syntézy všech umění.  Princezna Alžběta Hesensko-Darmstadtská v roce 1908 založila v Moskvě Marfo-Mariinský klášter, jehož katolikon je uznáván za mistrovské dílo secese. Významným sdružením byl i Deutscher Werkbund, založený v roce 1907 v Mnichově z podnětu Hermanna Muthesia umělci z Darmstadtské kolonie Josephem Mariou Olbrichem, Peterem Behrensem, spoluzakladatelem Vídeňské secese Josefem Hoffmannem, Richardem Riemerschidem, Brunem Paulem a dalšími; později se připojil Henry van de Velde.

V Berlíně byl Jugendstil vybrán pro několik železničních stanic. Nejvýznamnější je Bülowstraße od Bruna Möhringa (1900–1902), dalšími jsou Mexikoplatz (1902–1904), Botanischer Garten (1908–1909), Frohnau (1908–1910), Wittenbergplatz (1911–1913) a Pankow (1912–1914). Jinou pozoruhodnou stavbou Berlína je část komplexu Hackesche Höfe od Augusta Endella (1906), která používá polychromní glazované cihly pro fasádu nádvoří.

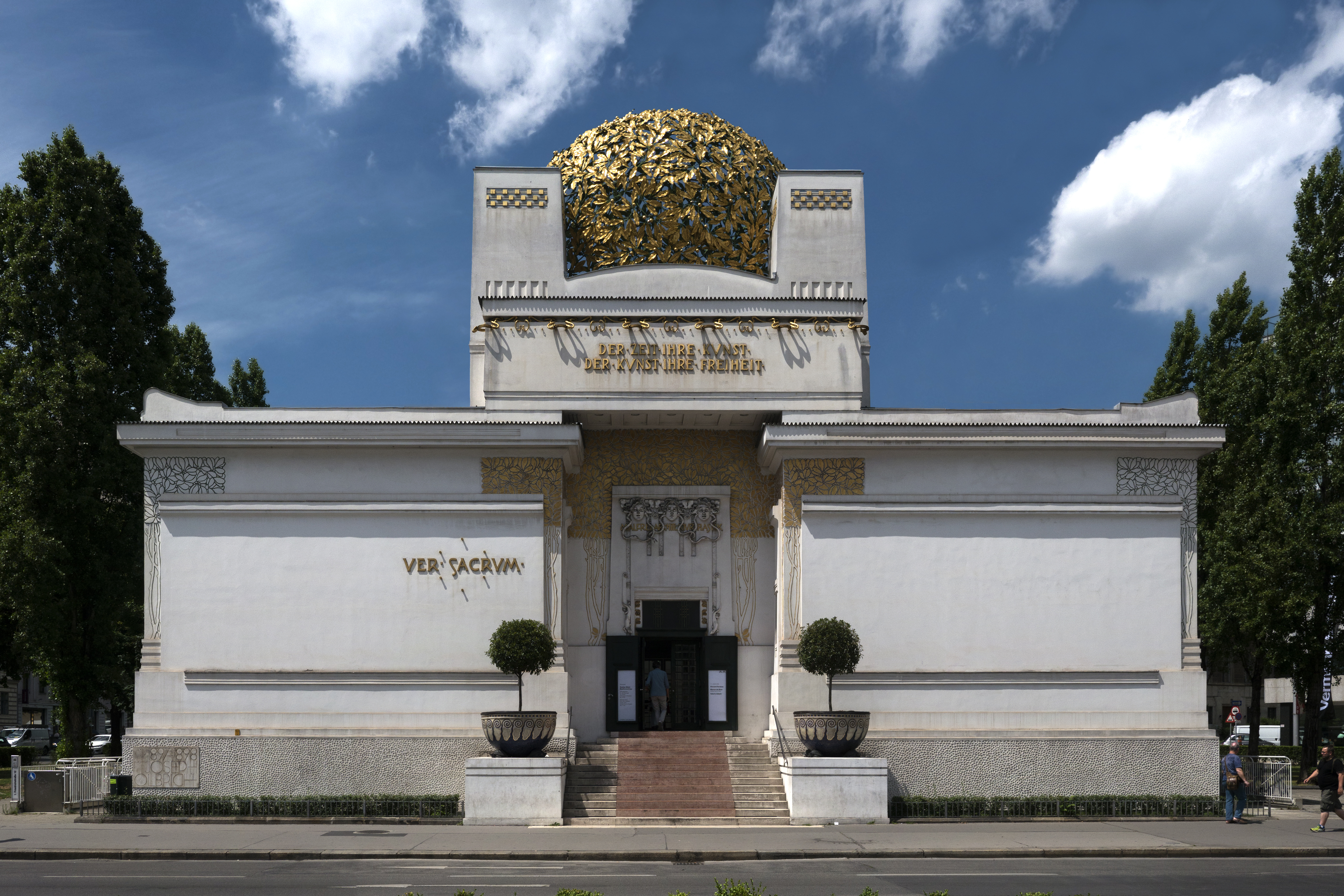
Joseph Olbrich: Pavilon Secese ve Vídni (1897–1898)

### Rakousko
Vídeň se stala centrem osobité varianty secesního umění, známou podle vůdčího uměleckého spolku jako Vídeňská secese. Spolek také dal secesi jméno pro většinu tehdejších rakousko-uherských národů včetně Čechů. Ustavila ho v dubnu 1897 skupina umělců, mezi nimiž byli vůdčí secesní malíř Gustav Klimt, všestranný umělec Koloman Moser, architekti Josef Hoffmann a Joseph Maria Olbrich, Max Kurzweil, Ernst Stöhr a další. Stavěli se proti konzervativní orientaci na historismus, kterou prosazoval Künstlerhaus, oficiální svaz umělců. K propagaci svých děl založili časopis Ver Sacrum. Architekt Joseph Olbrich pro ně navrhl pavilon Secese s nápadnou kopulí, ve kterém mohli členové skupiny vystavovat.

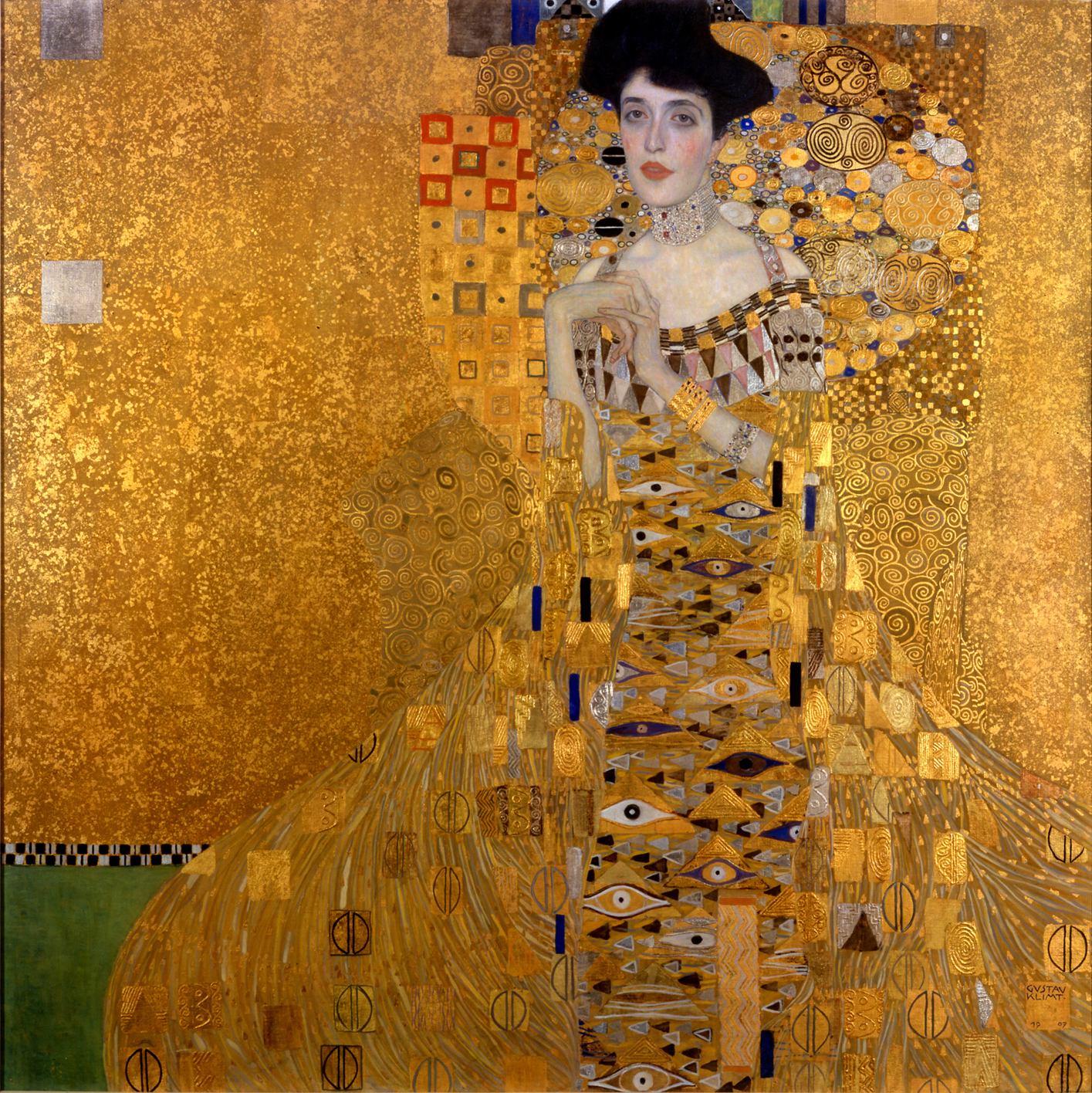
Gustav Klimt: Zlatá Adele (1907)

Nejvýznamnějším architektem Vídeňské secese byl Otto Wagner, který se k hnutí připojil brzy po jeho vzniku. Postavil několik stanic městské železniční sítě (Stadtbahn), Domy na Linke Wienzeile (sestávající z Majolikového domu, Domu medailonů a domu v Köstlergasse). Stanice Karlsplatz je nyní výstavní síní Vídeňského muzea. Kostel svatého Leopolda psychiatrické nemocnice Steinhof (1904–1907) je jedinečným a propracovaným příkladem secesní sakrální architektury s tradičním kopulovitým exteriérem, ale elegantním, moderním zlato-bílým interiérem osvětleným množstvím vitráží.
V roce 1903 Koloman Moser a Josef Hoffmann založili Wiener Werkstätte, školu a dílnu pro designéry a řemeslníky nábytku, koberců, textilií a dekorativních předmětů. Gustav Klimt a Josef Hoffmann v roce 1908 zorganizovali výstavu Kunstschau ve Vídni a postavili Stocletův palác v Bruselu (1905–1911), který předznamenal příchod modernistické architektury.

### Maďarsko

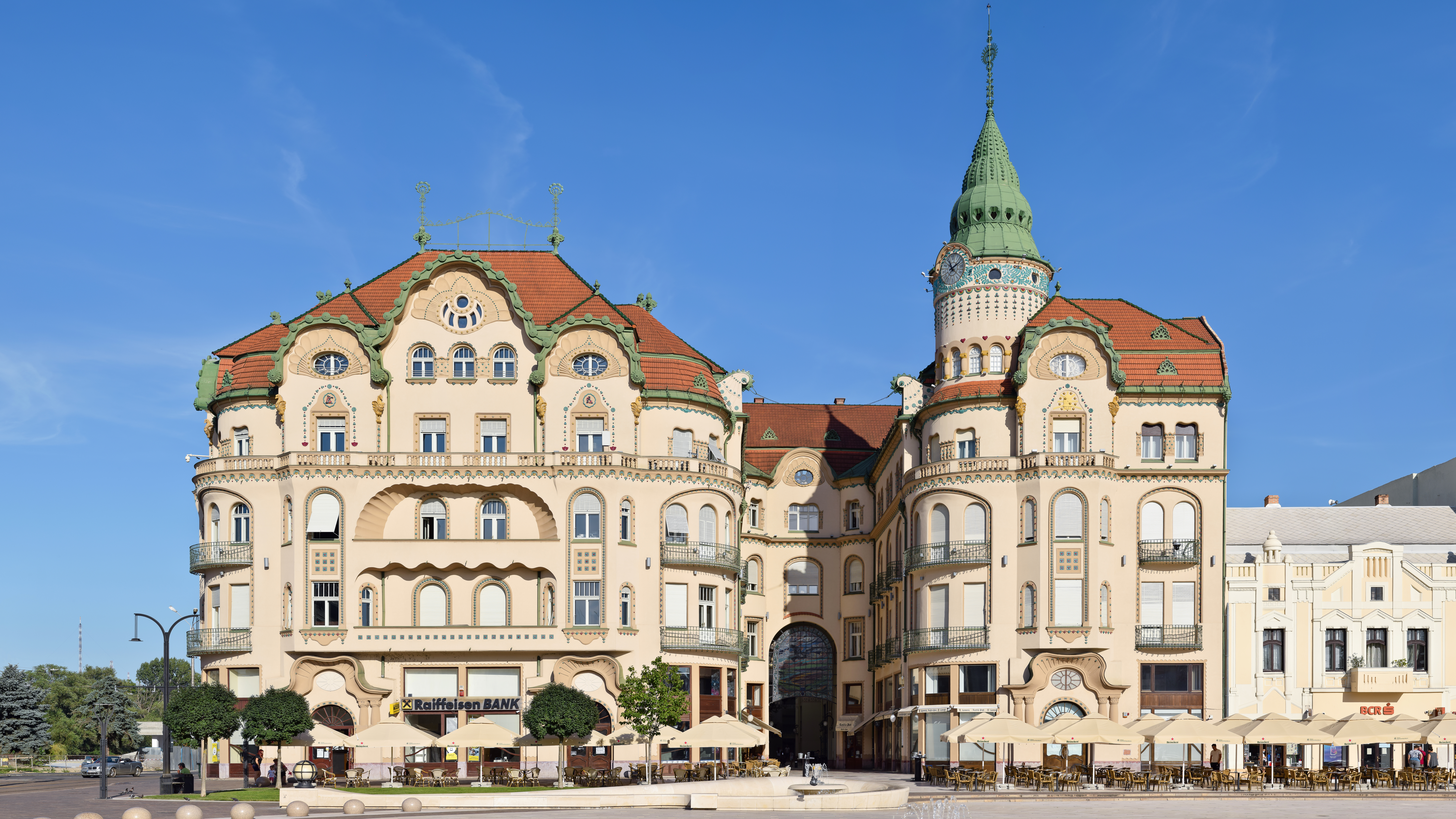
Marcell Komor a Dezső Jakab: Palác Černý orel v Oradei (1907–08)

Architekt Ödön Lechner převedl uherskou architekturu od historismu k modernímu pojetí a hledal specificky maďarský stavební styl. Využíval architektonickou keramiku (terakotu) a orientální motivy, také používal pyrogranit, který od roku 1886 vyráběla manufaktura Zsolnay. Jeho dílem jsou mimo jiné Uměleckoprůmyslové muzeum (1893–1896), Geologické muzeum (1896–1899) a budova Poštovní spořitelny (1899–1902), vše v Budapešti. Brzy narazil na odpor tradičnějších maďarských architektů, takže přestal dostávat prestižní zakázky. Stal se však inspirací a mistrem následující generace architektů, kteří dál jeho styl popularizovali. V rámci politiky maďarizace bylo jeho žákům zadáno mnoho staveb na okrajích království, např. Marcell Komor a Dezső Jakab dostali zakázku na stavbu synagogy (1901–1903) a radnice (1908–1910) v Subotici, župní prefektury (1905–1907) a Paláce kultury (1911–1913) v Târgu Mureș. Později sám Lechner postavil Modrý kostelík v Bratislavě (1909–1913).

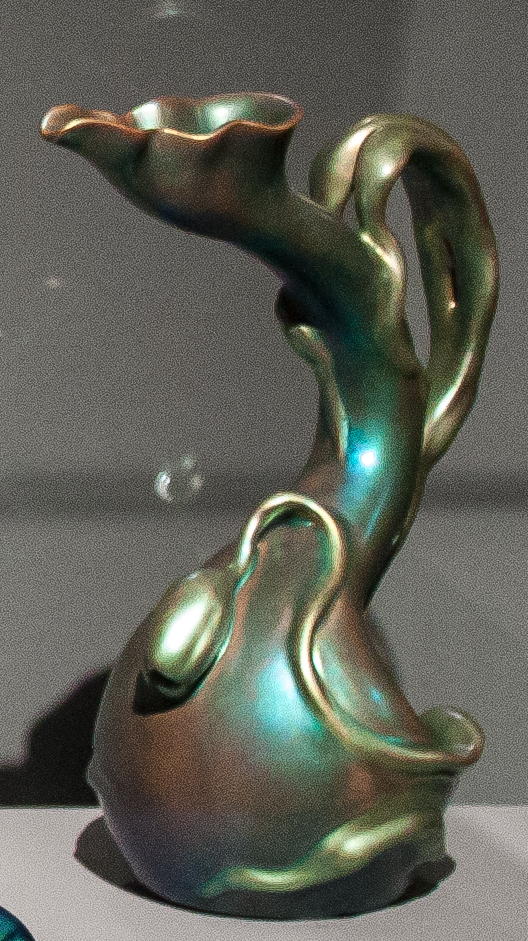
József Rippl-Rónai: Váza (1900)

Důležitým architektem byl Károly Kós, který si vzal za vzor finské hnutí národního romantismu a sedmihradskou lidovou architekturu. Postavil například římskokatolický kostel v Zebegény (1908–09), pavilony budapešťské zoologické zahrady (1909–1912) a Sikulské národní muzeum v Sfântu Gheorghe (1911–1912). V Uhrách působila i umělecká kolonie Gödöllő, založená v roce 1901 Aladárem Körösfői-Krieschem, profesorem na Královské škole užitých umění v Budapešti. Její členové se podíleli například na stavbě Hudební akademie Ference Liszta v Budapešti. Spolupracovník této umělecké kolonie Miksa Róth se podílel na několika desítkách secesních projektů, kam patří budapešťský Greshamův palác (vitráže, 1906) a banka Török (mozaiky, 1906) a také vytvořil mozaiky a vitráže pro Palác kultury v Târgu Mureș.
Významným návrhářem nábytku byl Ödön Faragó, který zkombinoval tradiční lidovou architekturu, orientální vlivy a mezinárodní secesi do malebné syntézy. Pál Horti, další maďarský designér, měl mnohem střízlivější a funkčnější styl, pracoval s dubovým dřevem s jemnými ornamenty z ebenu a mosazi.

### Čechy a Morava

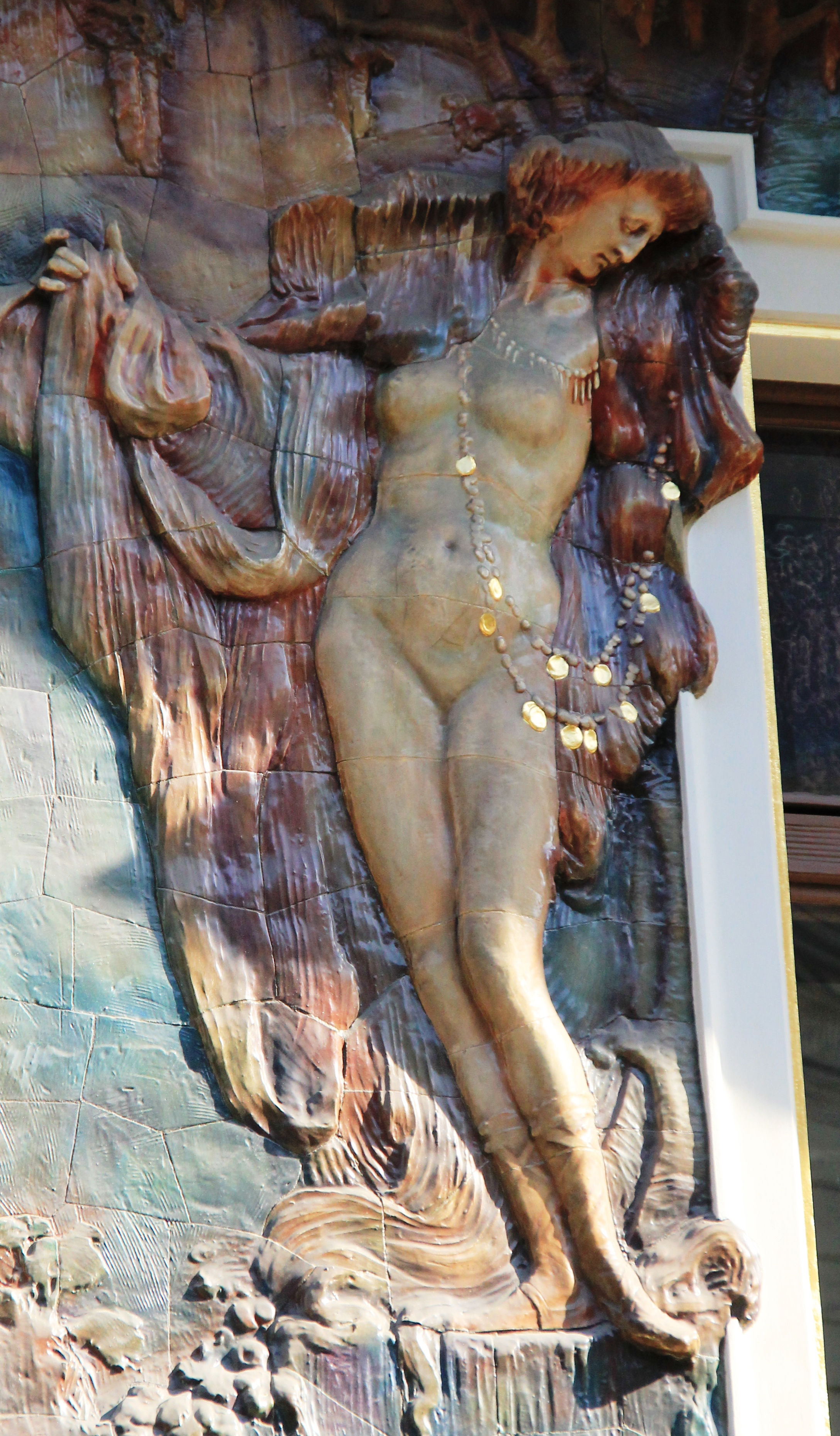
Ladislav Šaloun: Keramický reliéf, Divadlo Viola, Praha (1906)

Mladí čeští umělci získali první kontakt s rodící se secesí v Mnichově, kam odešel studovat Luděk Marold a po něm Alfons Mucha a Karel Mašek, kteří pak odešli do Paříže. V Praze se pak centrem české secese stal Spolek výtvarných umělců Mánes, od roku 1898 pořádající výstavy. Spolek se orientoval hlavně na Francii, ke směrodatným členům patřili kritik F. X. Šalda, architekt Jan Kotěra, sochař Stanislav Sucharda a malíř Jan Preisler. Malíři Max Švabinský, Antonín Slavíček a Jan Preisler od roku 1896 vydávali časopis Volné směry. Zlom ve vývoji české secese znamenala výstava Edvarda Muncha v Praze roku 1905, po které část nejmladších umělců přešla ke kubismu.
Nejvýznamnější secesní budovy v Praze jsou gesamtkunstwerky s osobitou architekturou, sochařstvím a malbami. Za nejstarší secesní budovu v Praze bývá označována nedochovaná Ohmanova budova Kavárny Corso v ulici Na příkopech z roku 1898. Jak ale upozorňuje Petr Wittlich, budova měla secesní pouze některé prvky, především výraznou prosklenou markýzu na fasádě. Za nejstarší dosud existující secesní stavbu je označována taktéž Ohmanova budova Hotelu Central v Hybernské ulici, z let 1898-1902. Velmi raným pražským příkladem secese je též Kotěrův návrh Peterkova domu na Václavském náměstí z let 1899-1900. Mladšími výraznými pražskými secesními realizacemi je například Hlavní nádraží, navržené v letech 1901–1909 Josefem Fantou. Budova obsahuje malby Václava Jansy a sochy Ladislava Šalouna a Stanislava Suchardy spolu s díly dalších umělců. Dále Obecní dům (1904–1912), který navrhli Osvald Polívka a Antonín Balšánek. Malby zde vytvořil Alfons Mucha a sochy Josef Mařatka a Ladislav Šaloun. Polívka, Mařatka a Šaloun spolu se Stanislavem Suchardou pracovali na stavbě Nové radnice (1908–1911) a Mucha později navrhl vitráže katedrály svatého Víta. Suchardův monumentální Pomník Františka Palackého v Praze (1898–1912) představuje syntézu secesního umění s českým nacionalismem. 
Z Moravy pocházel architekt Jan Kotěra, který studoval ve Vídni u Otty Wagnera. K jeho dílům patří už zmíněný Peterkův dům na Václavském náměstí v Praze (1899–1900), Národní dům v Prostějově (1905–1907) a Muzeum východních Čech v Hradci Králové (1909–1912).

### Další slovanské části Rakouska-Uherska

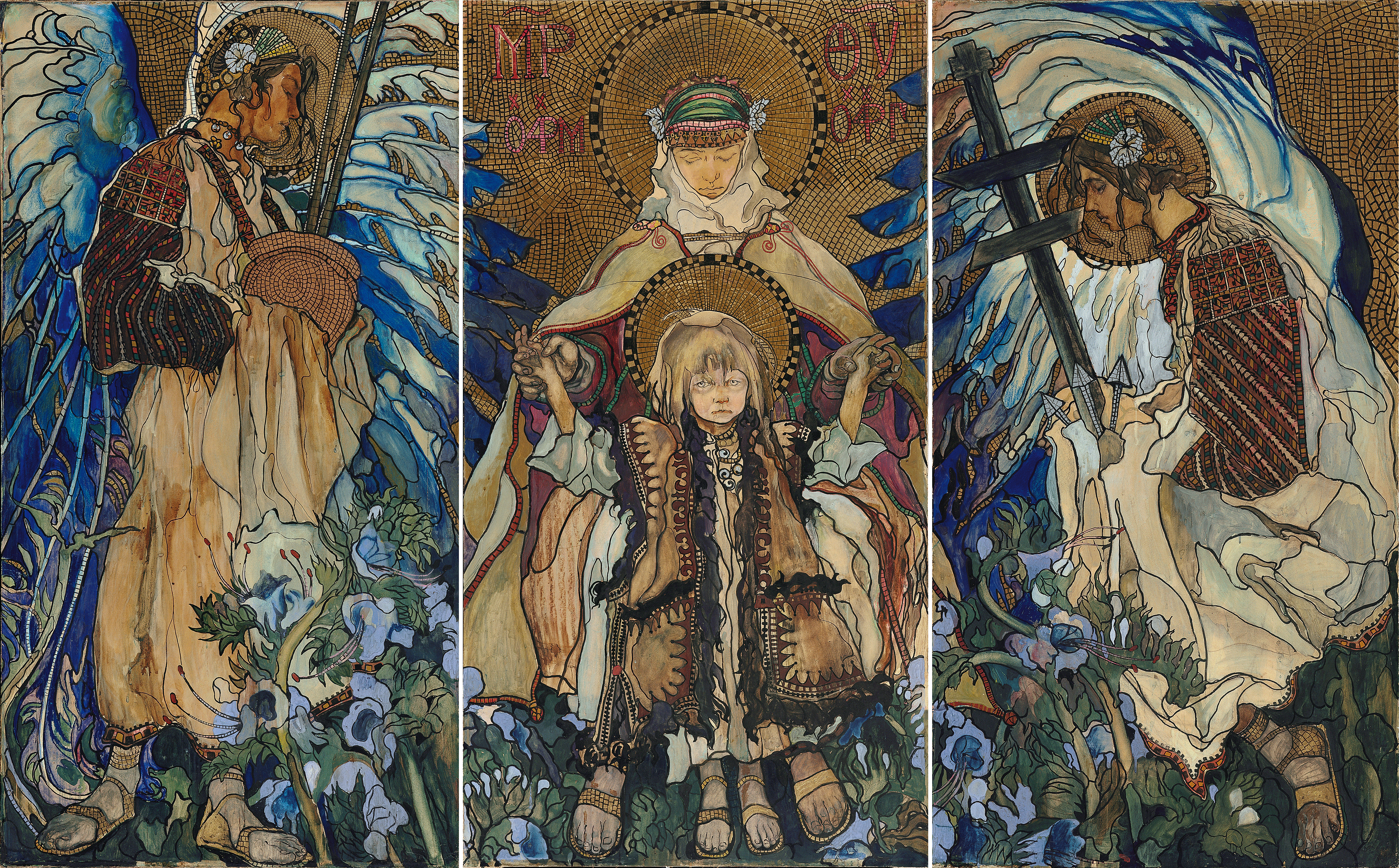
Kazimierz Sichulski: Huculská madona (triptych, 1909)

Styl kombinující maďarskou secesi a národní architektonické prvky byl typický pro slovenského architekta Dušana Jurkoviče. Jeho nejoriginálnější díla jsou Spolkový dům ve Szakolce (nyní Skalica na Slovensku, 1905), lázeňské budovy v Luhačovicích z let 1901–1903 a 35 válečných hřbitovů u Nowého Żmigródu v Haliči (nyní Polsko), většina z nich silně ovlivněna místním lemkovským (rusínským) lidovým uměním a tesařstvím (1915–1917).

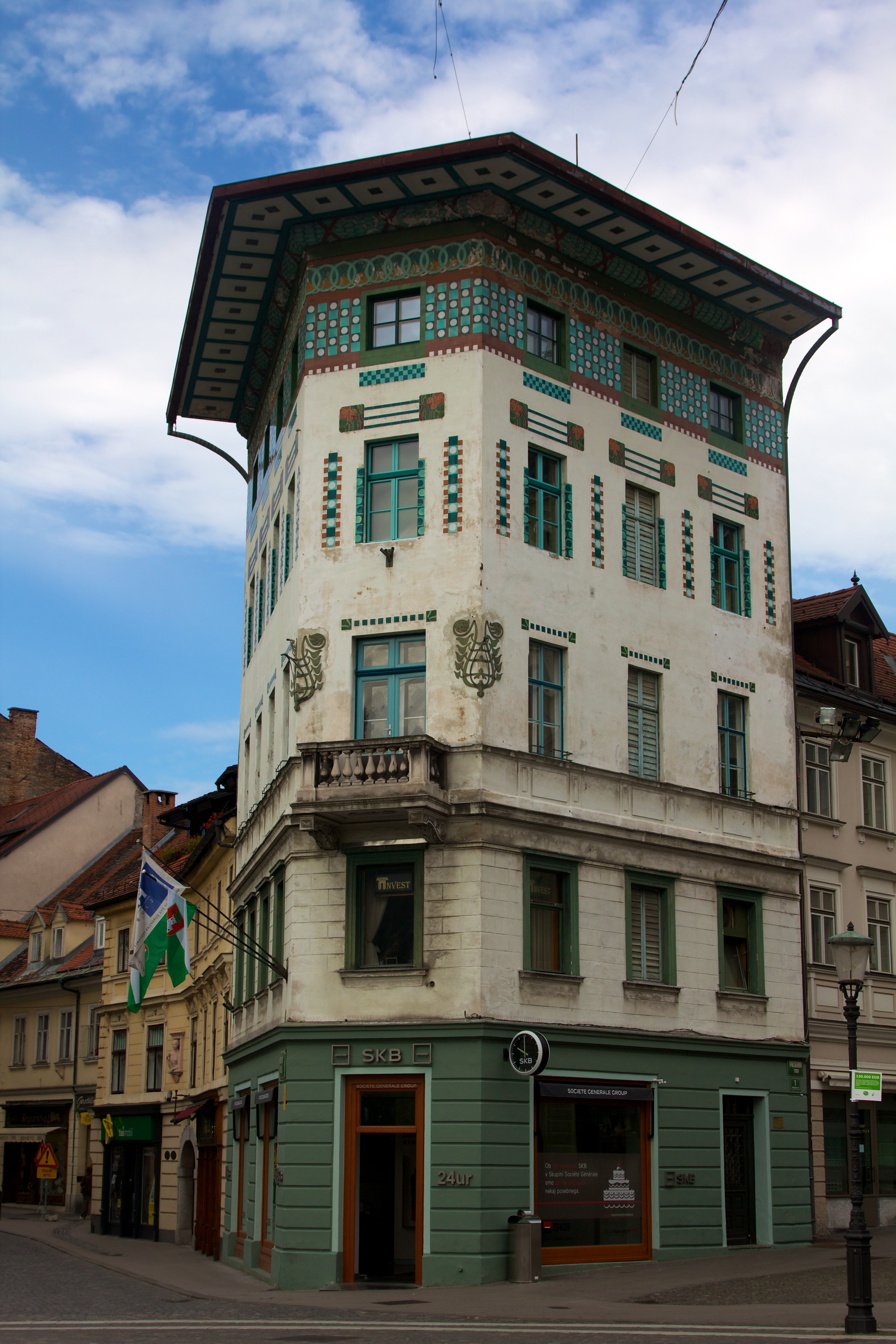
Ciril Metod Koch: Hauptmannův dům v Lublani (secesně přestavěn r. 1904)

Centry secese v Haliči byly Krakov, Lvov a Bílsko-Bělá. V Krakově vznikl Palác umění (1898–1901), navržený Franciszkem Mączyńským pod vlivem Pavilonu Secese ve Vídni. Mączyński společně s Tadeuszem Stryjeńským v Krakově navrhli Dům pod glóbem (1904–1905) a Staré divadlo (1903–1906). Nejvýznamnějšími interiérovými designéry byli Stanisław Wyspiański a Józef Mehoffer, kteří navrhli mnoho vitráží a interiérů. Nejvýznamnějším dílem prvního jsou vitráže ve františkánském kostele a v domě Krakovské lékařské společnosti (1905) a druhého v interiéru Domu pod glóbem. V Zakopaném vytvořil Stanisław Witkiewicz specifický zakopanský styl silně ovlivněný lidovým uměním, zejména rusínským.
Ve Lvově působil Władysław Sadłowski, který studoval ve Vídni a byl ovlivněn Ottou Wagnerem. Navrhl lvovské nádraží (1899–1904), lvovskou filharmonii (1905–1908) a průmyslovou školu (1907–1908). Dalším architektem, také inspirovaným Wagnerem, byl Ivan Levynskij. Jednou z nejznámějších budov v Bílsku-Bělé je takzvaný Žabí dům od Emanuela Rosta (1903). Další významné příklady secese navrhli vídeňští architekti: Max Fabiani, autor domu na ulici Norberta Barlickiego 1 (1900), a Leopold Bauer, který navrhl dům na ulici Stojałowskiego 51 (1903) a přestavbu katedrály svatého Mikuláše (1909–1910).
Nejplodnějším slovinským secesním architektem byl Ciril Metod Koch. Studoval u Wagnera ve Vídni a v letech 1894 až 1923 pracoval na městské radě v Lublani. Po tamním zemětřesení v roce 1895 navrhl mnoho budov v secesním stylu, který používal od roku 1900 do roku 1910: Pogačnikův dům (1901), Čudenovu budovu (1901), Zemědělskou úvěrovou banku (1906–1907) a v roce 1904 renovoval Hauptmannův dům v secesním stylu. Vrcholem jeho kariéry byla Úvěrová banka v Radmannsdorfu (nyní Radovljica) v roce 1906. Další slovinský architekt, který působil také v Bosně, byl Josip Vancaš, autor děl jako Grand Hotel Union (1902–1903) nebo Městská spořitelna v Lublani (1902–1903) a také Palác Ješua D. Saloma (1901) a Hlavní pošta v Sarajevu (1907–1913). Také Jože Plečnik a Max Fabiani, oba členové Vídeňské secese, se narodili ve Slovinsku. Fabiani navrhl některé budovy ve Slovinsku a Terstu, jako je Bartoliho dům v Terstu (1906).
V Chorvatsku se nachází například Kallinův dům v Záhřebu od Vjekoslava Bastla (1903–1904) a Chorvatský státní archiv v Záhřebu od Rudolfa Lubinského (1911–1913).

### Srbsko a Rumunsko
Srbskou secesi ovlivnily hlavně rakousko-uherské vzory. Známí rakouští a maďarští architekti navrhli mnoho budov v Subotici, Novém Sadu, Paliči, Zrenjaninu, Vrbasu, Sentě a Kikindě. Secese Bělehradu, Pančeva, Aranđelovacu a Vrnjačky Banji je směsí francouzských, německých, rakouských, maďarských a místních srbských směrů. Od květinové výzdoby subotické synagogy až po rozety inspirované lidovým stylem srbské Moravské roviny na bělehradské budově telegrafu zde secese nabývá mnoha různých podob.

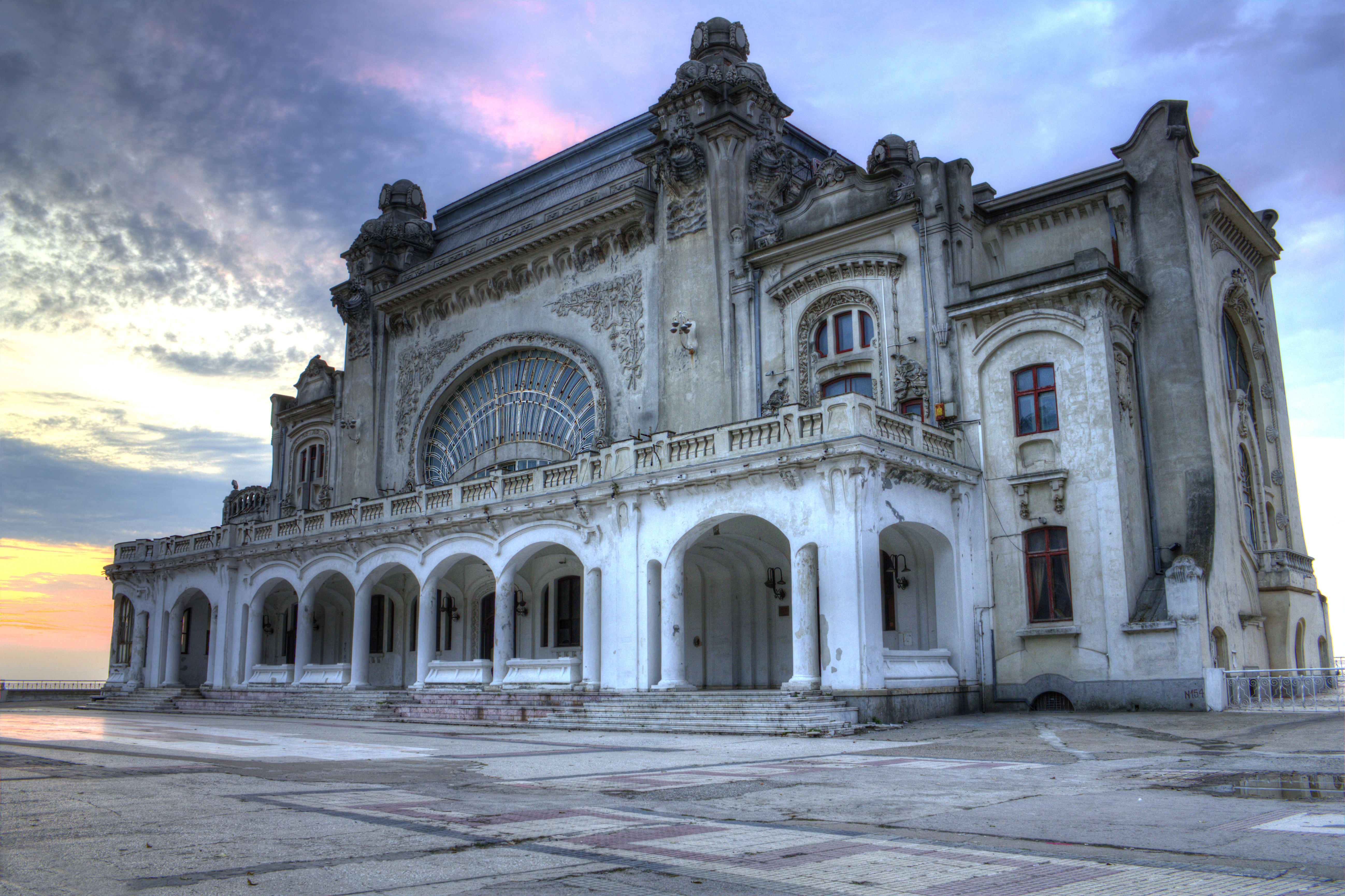
Daniel Renard: Kasino Constanța (1905–1910)

V části země tehdy patřící Uhrám byly pod vlivem maďarského nacionalismu budovy v Subotici a Sentě vyzdobeny tradičními maďarskými květinovými vzory. V Srbském království národovci jako Branko Tanezević a Dragutin Inkiostiri-Medenjak také používali na svých budovách lidové motivy, avšak srbské, zatímco Milan Antonović a Nikola Nestorović upřednostňovali módní vlnité linie a přírodní motivy v duchu západních vzorů.
Secese (zvaná v Rumunsku Arta 1900) se objevuje v Sedmihradsku, hlavně v Oradeji, „hlavním městě rumunské secese“, ale i v Temešváru, Târgu Mureși a Sibiu. V čistě rumunských částech země je čistá secese vzácná a převládá styl Beaux-Arts, i kvůli národnostnímu a politickému napětí mezi Rumuny a Maďary používajícími secesi. Nejslavnější ze secesních budov je Kasino Constanța (1910) od Daniela Renarda, dále existují příklady směsí Beaux-Arts a secese, jako je Dům Romula Porescu v Bukurešti. Z Rumunska pocházel i malíř Ștefan Luchian, jehož pastely se objevily na pařížské světové výstavě.

## Jižní Evropa

### Katalánsko

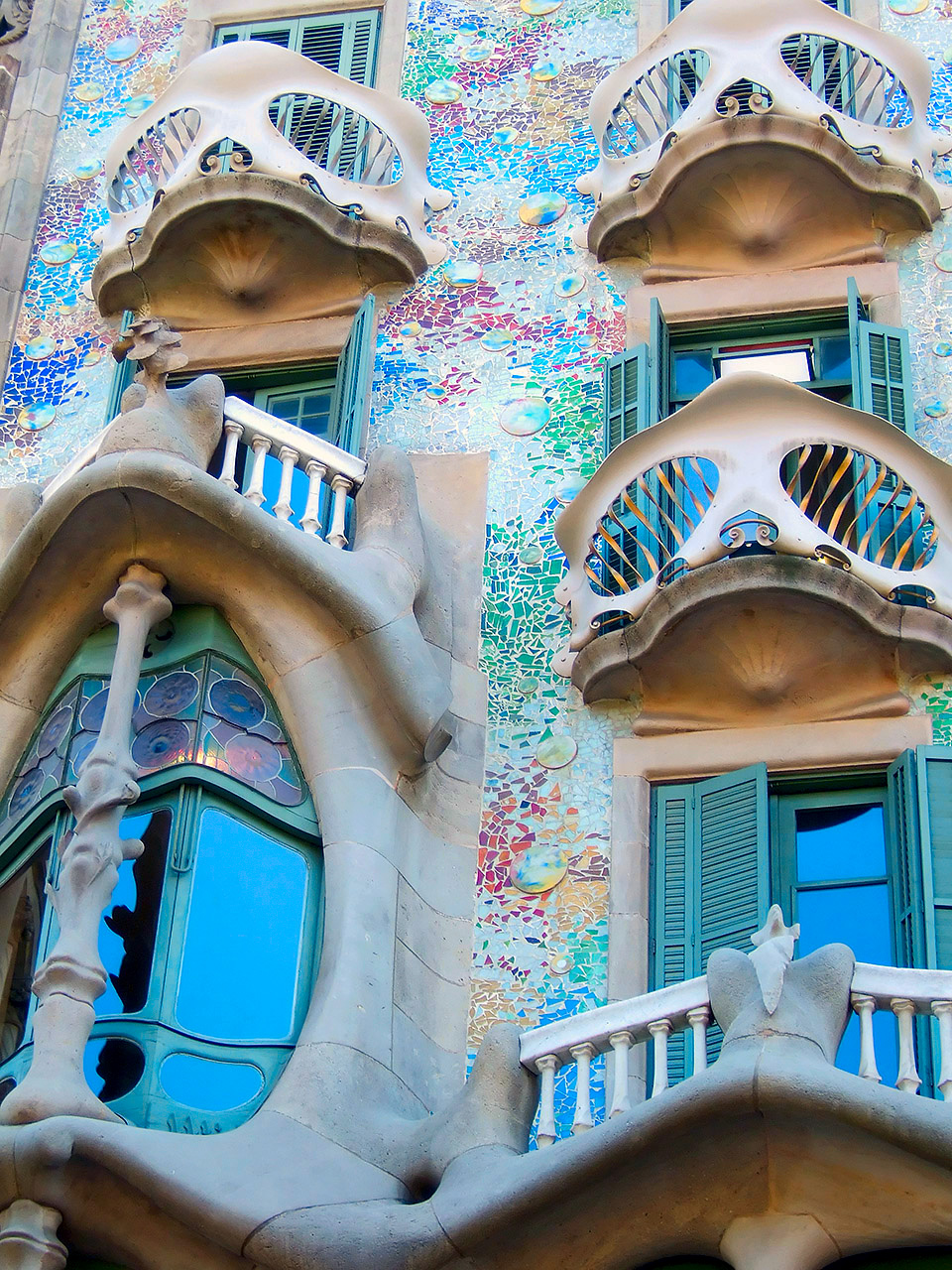
Antoni Gaudí a Josep Maria Jujol: Fasáda domu Casa Batlló (technika trencadís, 1904–1906)

Vysoce originální styl, katalánský modernismus, se objevil v Barceloně přibližně v době, kdy v Belgii a Francii vznikla secese. Jeho průkopníkem byl Antoni Gaudí, který poprvé použil květinové a organické formy zcela novým způsobem v Palau Güell (1886–1890). Do své architektury integroval řemesla jako keramiku, vitráže, kovářské výrobky a truhlářství. V Güellových pavilonech (1884–1887) a poté v Parku Güell (1900–1914) použil také novou techniku zvanou trencadís, využívající odpadní keramické střepy. Jeho budovy navržené po roce 1903, Casa Batlló (1904–1906) a Casa Milà (1906–1912), jsou stylově nejvíce secesní. Pozdější stavby jako chrám Sagrada Família kombinují secesi s obrozeneckou neogotikou. Gaudí spolupracoval s Josepem Mariou Jujolem, který sám vytvořil domy v Sant Joan Despí (1913–1926), několik kostelů poblíž Tarragony (1918 a 1926) a zvlněný dům Casa Planells (1924) v Barceloně.

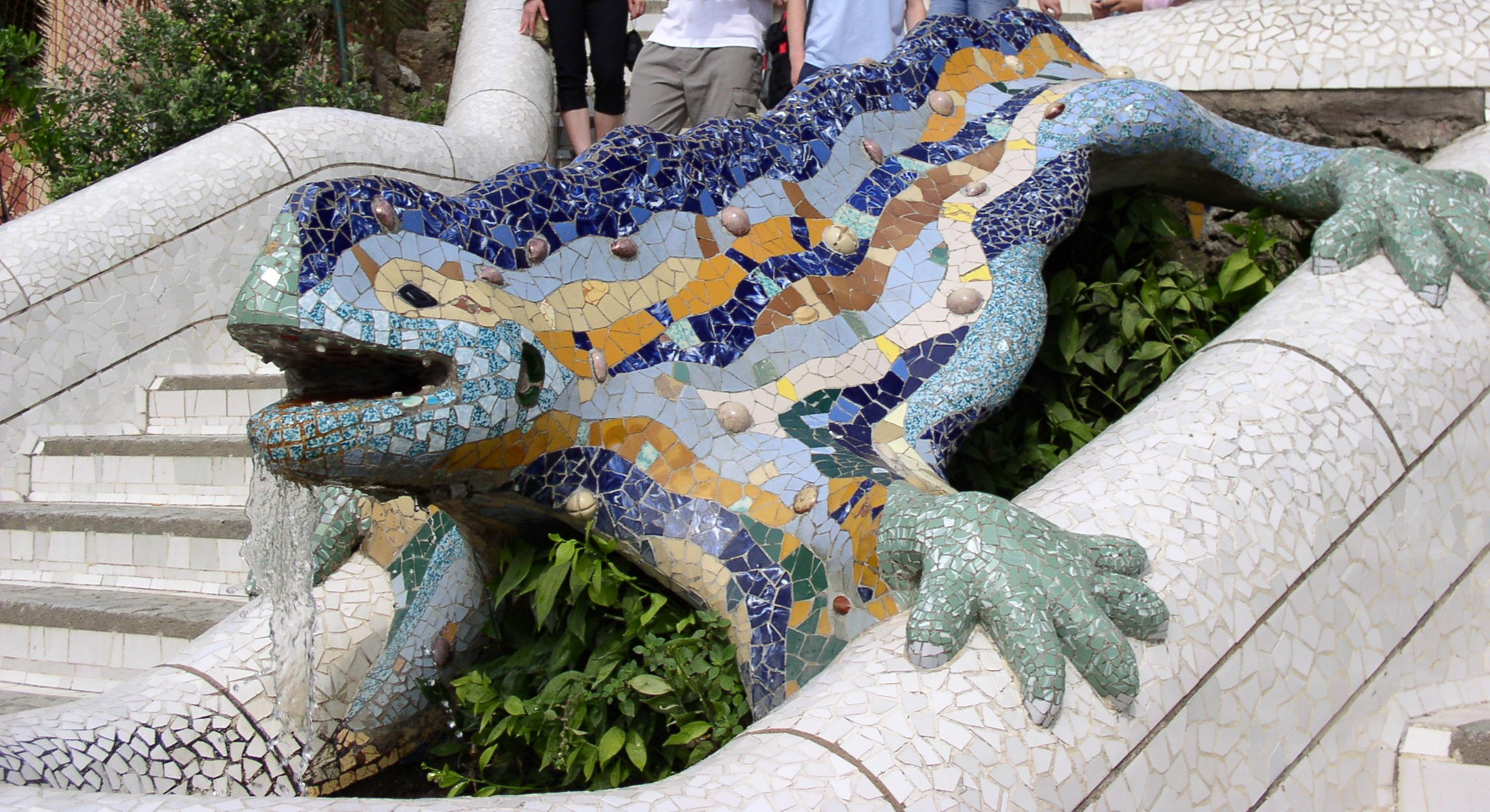
Antoni Gaudí: Salamandr v Parku Güell (mezi 1900 a 1914)

Dalšími architekty byli Lluís Domènech i Montaner v budovách jako Castell dels Tres Dragons (1888), Casa Lleó Morera, Palau de la Música Catalana (1905) a Hospital de Sant Pau (1901–1930) a Josep Puig i Cadafalch, který navrhl Casa Martí a její kavárnu Els Quatre Gats, textilní továrnu Casimir Casaramona (nyní umělecké muzeum CaixaFòrum), Casa Macaya, Casa Amatller, Palau del Baró de Quadras a Casa de les Punxes ('Dům s hroty'). Modernismus zanechal rozsáhlé dědictví i v oblasti kreseb, maleb, soch, skla a kovových prací, mozaik, keramiky a nábytku. Sám Gaudí navrhl nábytek pro mnoho svých domů, například křeslo pro dům Batlló. Ovlivnil dalšího nábytkového designéra, Gaspara Homara (1870–1953), který často kombinoval intarzie a mozaiky.
Inspirován pařížskou kavárnou Le Chat Noir, kde předtím pracoval, se Pere Romeu i Borràs rozhodl otevřít v Barceloně kavárnu pojmenovanou Els Quatre Gats (Čtyři kočky). Setkávali se zde představitelé modernismu jako mladý Pablo Picasso a Ramon Casas i Carbó, který pomáhal propagovat hnutí svými plakáty a pohlednicemi.

### Zbytek Pyrenejského poloostrova

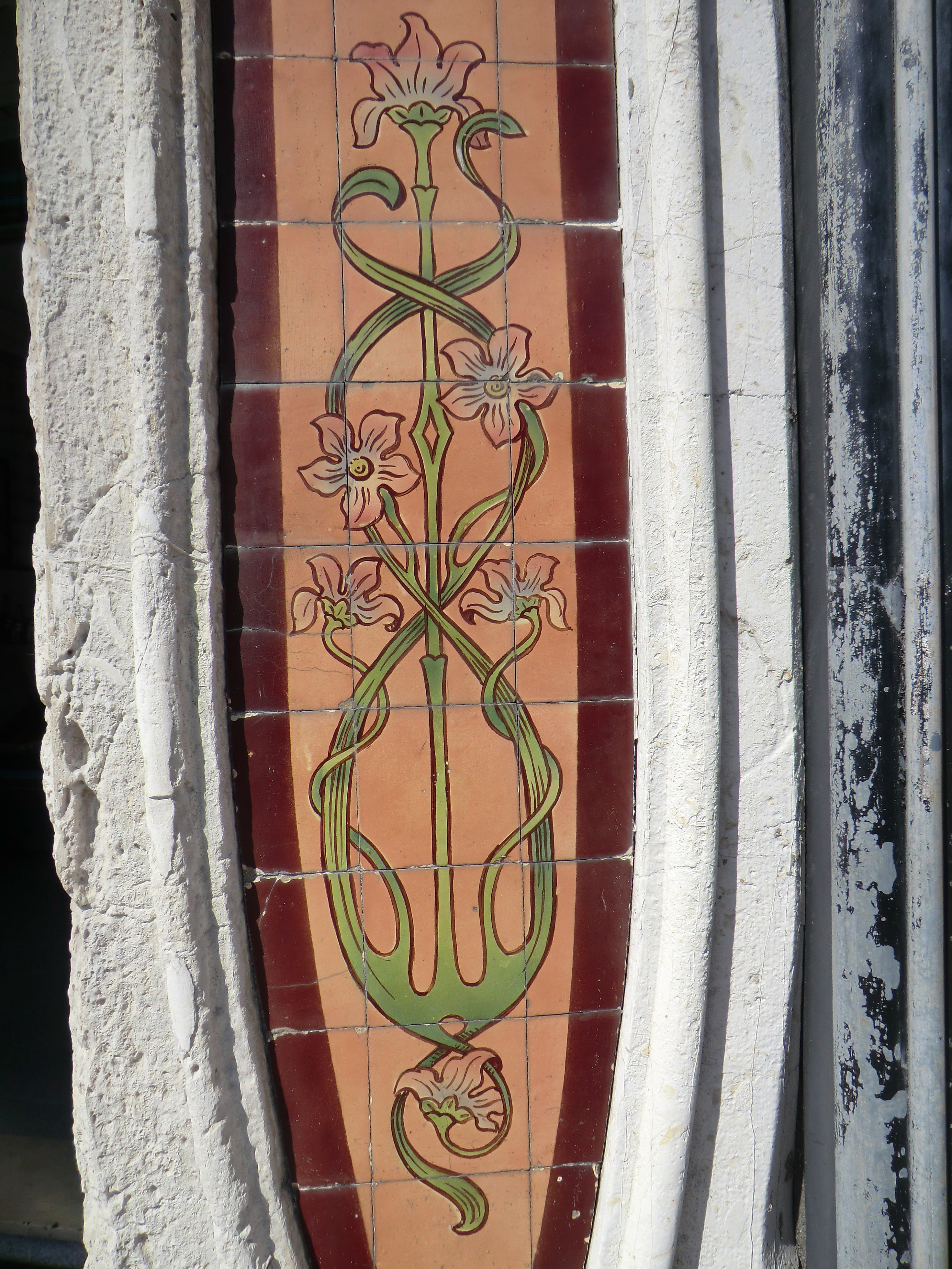
Azulejos v Paláci zemědělského družstva Aveiro (1913)

Osobitá secese existovala také ve Valencii. K zdejším architektům patřili Demetrio Ribes Marco, Vicente Pascual Pastor, Timoteo Briet Montaud a José María Manuel Cortina Pérez. Charakteristickým znakem je výrazné použití keramiky v dekoraci, jak na fasádě, tak v ornamentice, a také použití valencijských regionálních motivů.
Další pozoruhodnou variantou je madridská secese (Modernismo madrileño) s budovami jako Palác Longoria, Casino de Madrid nebo Cementerio de la Almudena. Významnými architekty zde byli José López Sallaberry, Fernando Arbós y Tremanti a Francisco Andrés Octavio.
Hlavním rysem portugalské secese (Arte Nova) byla okázalost: buržoazie její pomocí chtěla vyjádřit své bohatství na fasádách, zatímco interiéry zůstávaly konzervativní. Dalším charakteristickým rysem bylo použití místních dlaždic se secesními motivy. Nejvlivnějším secesním umělcem byl Francisco Augusto da Silva Rocha. Ačkoli nevystudoval architekturu, navrhl mnoho budov v Aveiru a dalších městech v Portugalsku. Jedna z nich, rezidence Majora Pessoy, má secesní fasádu i interiér a nyní je v ní umístěno Muzeum Arte Nova. Mimo Aveiro vznikly například Muzeum-rezidence dr. Anastácia Gonçalvese od Manuela Joaquima Norte Júniora (1904–1905) v Lisabonu, Café Majestic od Joãa Queiroze (1921) a knihkupectví Livraria Lello od Xaviera Estevese (1906), oboje v Portu.

### Itálie

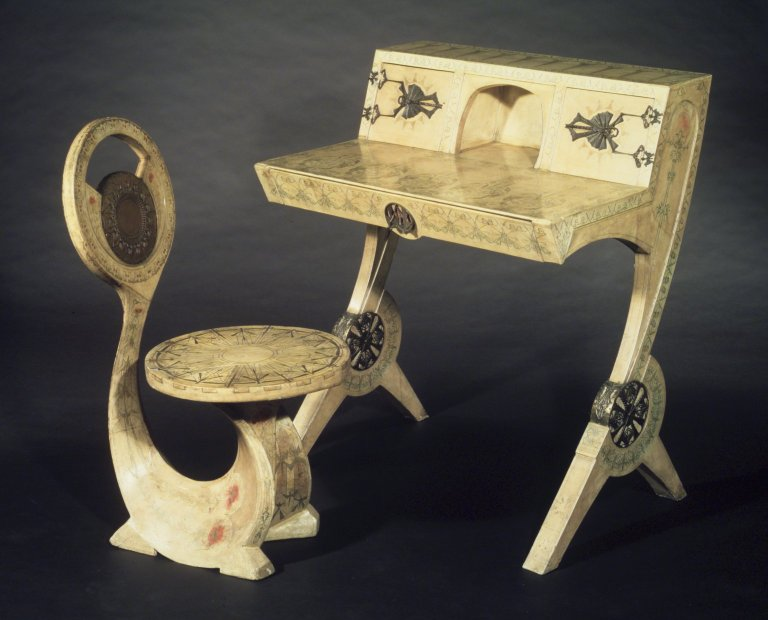
Carlo Bugatti: Židle Kobra a stolek (1902)

Secesi se v Itálii nejčastěji říká stile Liberty podle Arthura Lasenbyho Libertyho a jeho londýnského obchodního domu Liberty, který prodával ozdoby, textilie a umělecké předměty z Japonska a Dálného východu a jehož barevné textilie byly v Itálii oblíbené. Architektura stylu Liberty byla svérázná a často využívala historické prvky, zejména baroka. Používaly se barevné fresky, malované nebo keramické, a sochařská výzdoba, jak v interiéru, tak v exteriéru, přičemž fasády byly často přesyceny dekorací a sochařskou výzdobou. Příklady jsou Villino Florio (1899–1902) od Ernesta Basileho v Palermu; Palazzo Castiglioni v Miláně od Giuseppeho Sommarugy (1901–1903) a Casa Guazzoni (1904–1905) v Miláně od Giovanniho Battisty Bossiho (1904–1906).
Mezi italské designéry patřil Galileo Chini, jehož keramika se často inspirovala vzory majoliky. Později se proslavil jako malíř a divadelní scénograf; navrhl scény pro dvě slavné Pucciniho opery Gianni Schicchi a Turandot. Dále Carlo Bugatti, jehož práce, vyznačující se exotičností a výstředností, zahrnovala stříbrné předměty, textilie, keramiku, hudební nástroje, a především inovativní návrhy nábytku, poprvé představené na milánském veletrhu umění v roce 1888. Nábytek často obsahoval vzory tvaru klíčové dírky a měl neobvyklé povrchové úpravy, například z pergamenu a hedvábí, a intarzie z kostí a slonoviny, a někdy měl překvapivé organické tvary, připomínající hlemýždě a kobry.

## Zbytek světa

### Severské země

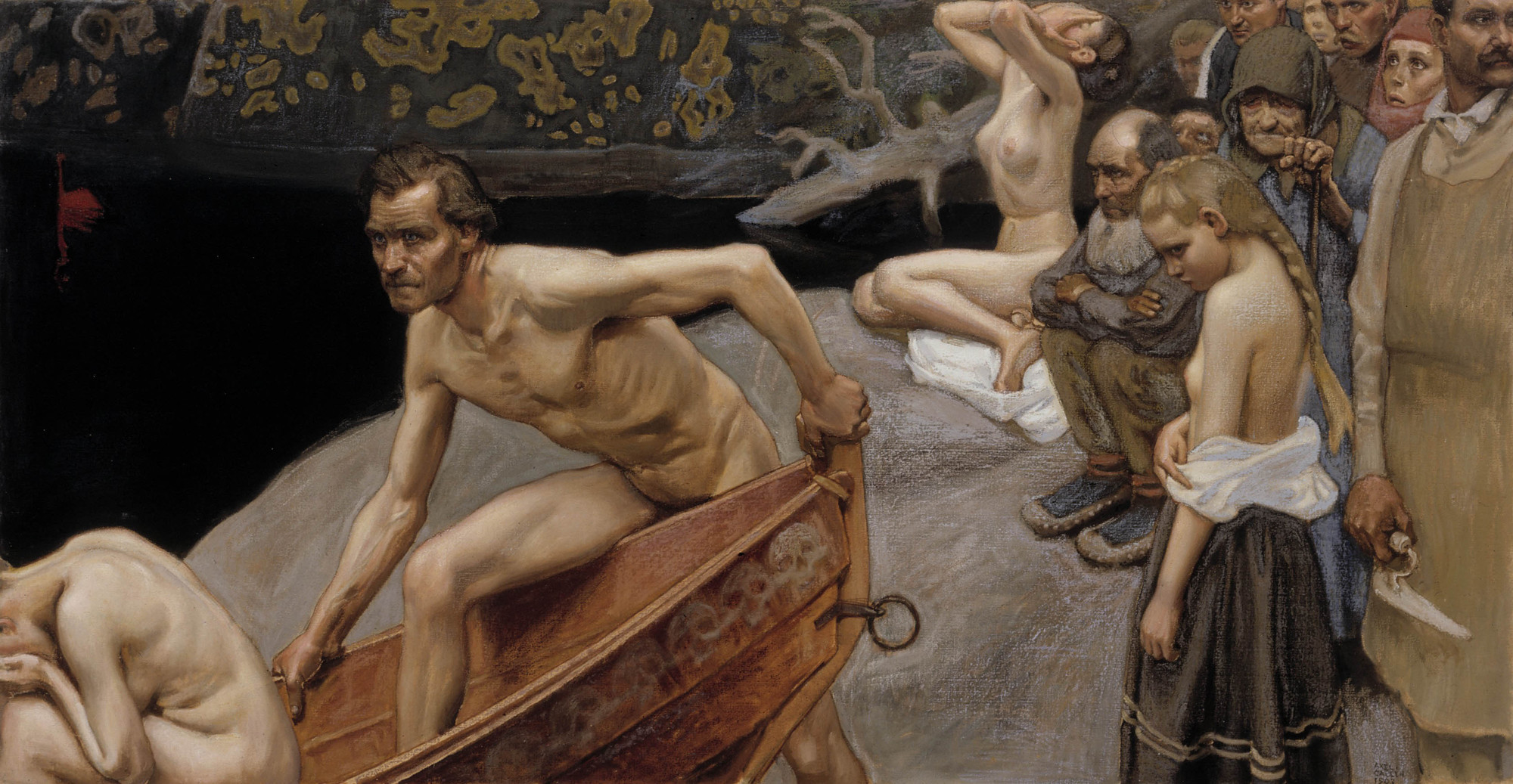
Akseli Gallen-Kallela: U řeky Tuonela (1903)

Secese byla v severských zemích populární a často propojovaná s národním romantickým stylem každé země. Nejvíc secesních budov vzniklo ve Finsku, tehdy součásti Ruska, kde právě probíhal zlatým věk finského umění a národní obrození. Vůdčím finským umělcem byl Akseli Gallen-Kallela, známý svými ilustracemi Kalevaly a secesní malířskou výzdobou řady budov. Architekty finského pavilonu na pařížské výstavě roku 1900 byli Herman Gesellius, Armas Lindgren a Eliel Saarinen. Spolupracovali v letech 1896 až 1905 také na mnoha významných budovách v Helsinkách, mimo jiné na pojišťovně Pohjola (1899–1901), Finském národním muzeu (1905–1910) a své společné rezidenci Hvitträsk v Kirkkonummi (1902). Inspirovali se severskými legendami a přírodou, symbolem finskosti pro ně byla drsná žulová fasáda. Po zániku společné firmy navrhl Saarinen Helsinské hlavní nádraží (1905–1914) v jasnějších formách, ovlivněných americkou architekturou. Na výzdobě Finského národního muzea a helsinského nádraží spolupracoval sochař Emil Wikström.
Dalším architektem zde byl Lars Sonck, autor katedrály v Tampere (1902–1907), Ainoly, domu Jeana Sibelia (1903), sídla Helsinské telefonní asociace (1903–1907) a kostela Kallio v Helsinkách (1908–1912). Magnus Schjerfbeck, bratr malířky Helene Schjerfbeckové, postavil v roce 1903 tuberkulózní sanatorium Nummela.

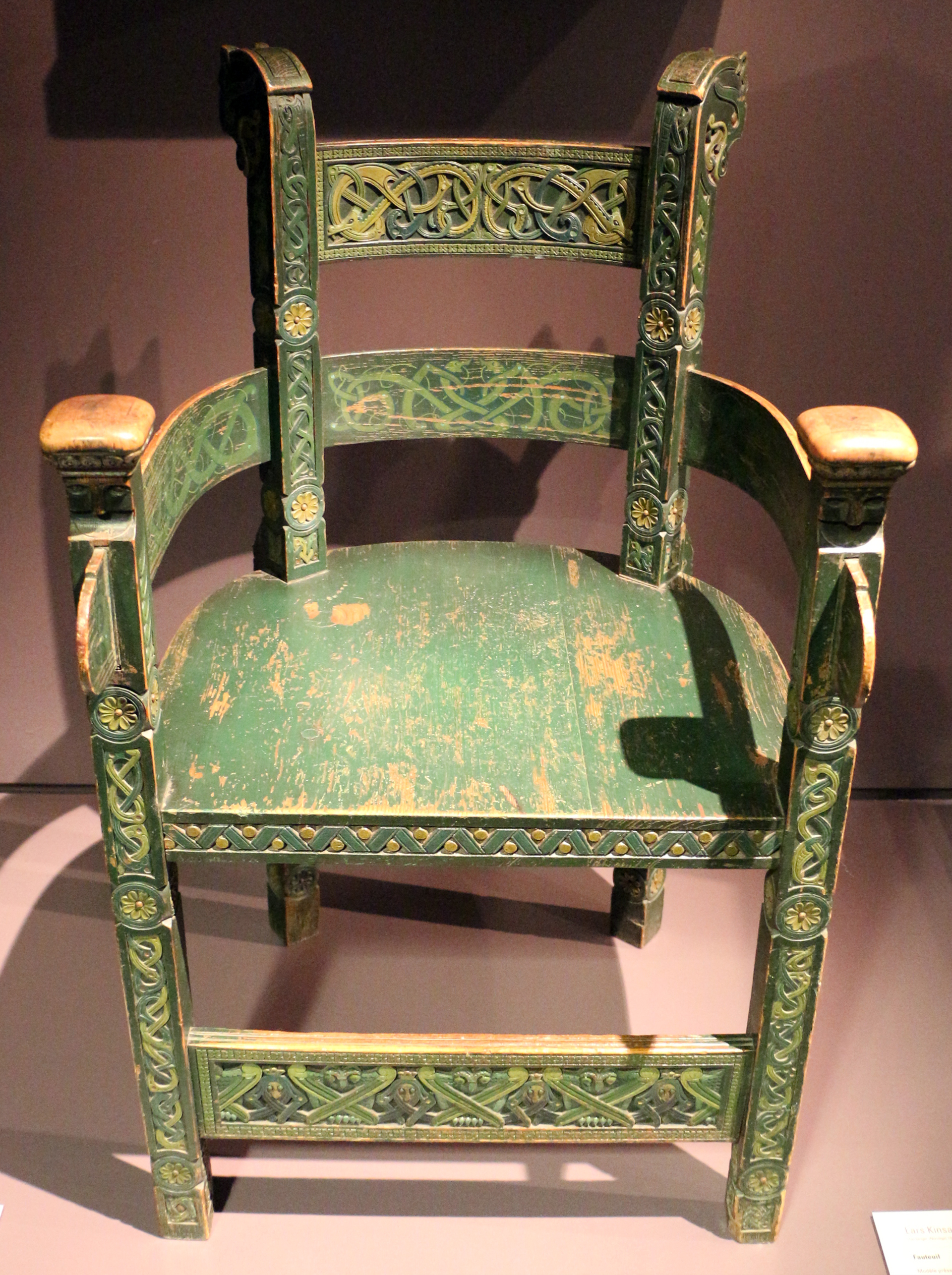
Lars Kinsarvik: Vikingské křeslo (kolem 1900)

Norsko také usilovalo o nezávislost (na Švédsku) a místní secese se inspirovala vikingským lidovým uměním a řemesly. Mezi významné designéry patřil Lars Kinsarvik, který navrhoval židle s tradičními vikingskými a keltskými vzory, a Gerhard Munthe, který navrhl židli se stylizovaným emblémem dračí hlavy ze starých vikingských lodí a také širokou škálu plakátů, maleb a grafik.
Norské město Ålesund se stalo hlavním centrem secese ve Skandinávii, protože bylo po požáru z roku 1904 kompletně přestavěno. Do roku 1907 vzniklo asi 350 budov podle urbanistického plánu navrženého Frederikem Næsserem. Spojení jednoty a rozmanitosti dalo vzniknout stylu známému jako Ål Stil. Budovy v tomto stylu mají lineární výzdobu a používají lidové prvky, např. věže nebo štítové střechy. Jedna z budov, Labutí lékárna, nyní hostí Centrum secese.
V dalších severských zemích nejdeme například Engelbrektskyrkan (1914) a Královské dramatické divadlo (1901–1908) ve Stockholmu a bývalou městskou knihovnu (nyní Dánský národní obchodní archiv) v Aarhusu (1898–1901). Jejím architektem je Hack Kampmann, tehdy zastánce národního romantického stylu. Nejvýznamnějším dánským designérem byl stříbrník Georg Jensen. Baltická výstava v Malmö 1914 se považuje za poslední významný projev secese ve Švédsku.

### Východní Evropa

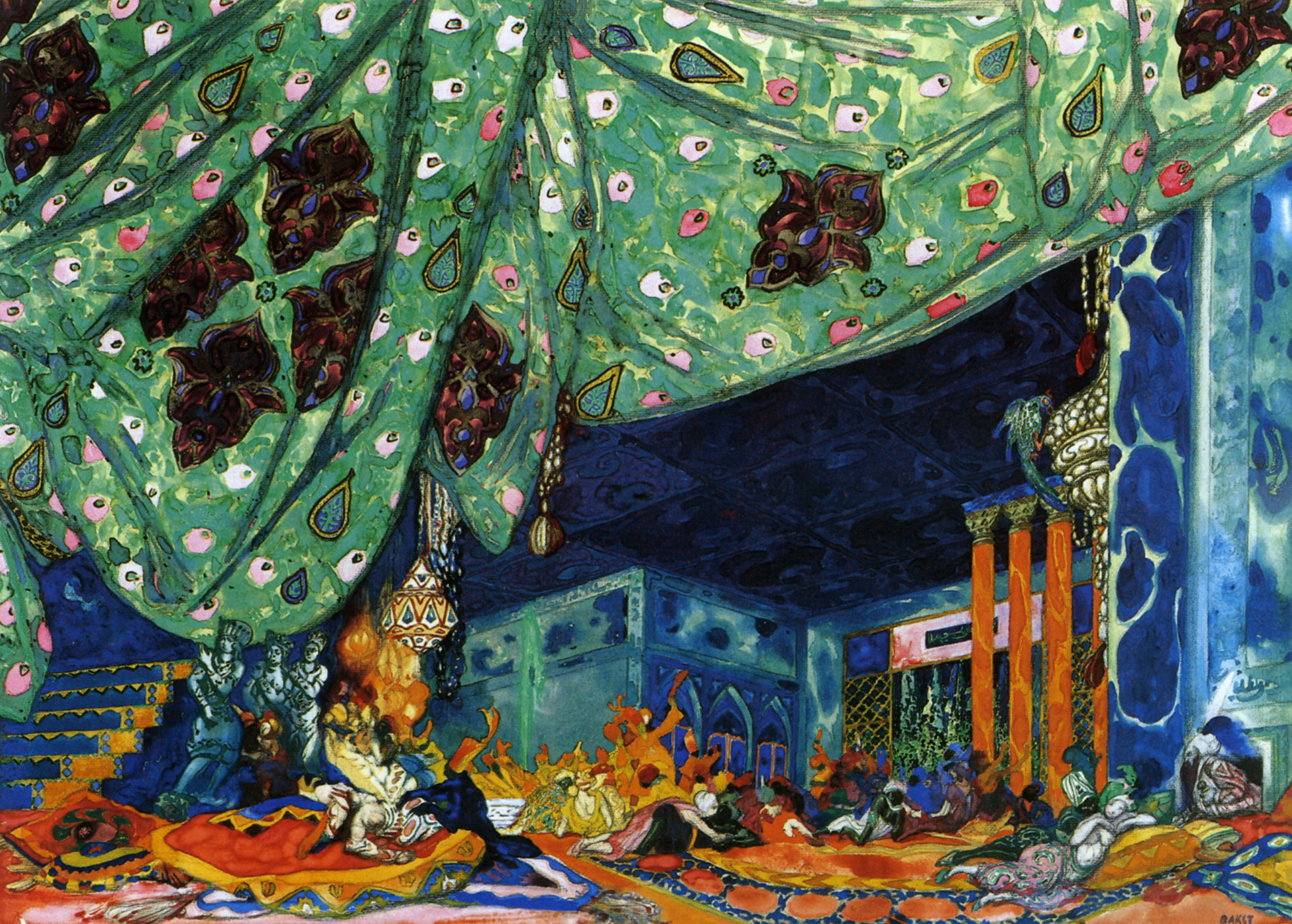
Léon Bakst: Návrh scény pro balet Šeherezáda Rimského-Korsakova (1910)

Velmi barvitá ruská varianta secese (rusky Модерн, Modern) se objevila v Moskvě a Petrohradě v roce 1898 se vznikem nového uměleckého časopisu Mir iskusstva (Svět umění), který vydávali ruští umělci Alexandre Benois a Léon Bakst s šéfredaktorem Sergejem Ďagilevem. Časopis organizoval výstavy za účasti mimo jiné Michaila Vrubela, Konstantina Somova, Isaaka Levitana a knižního ilustrátora Ivana Bilibina. Nevyužívali tolik rostlinných a květinových forem jako francouzský Art Nouveau; čerpali hlavně z jasných barev a exotických vzorů ruského folklóru a pohádek. Nejvlivnějším přínosem hnutí Mir iskusstva byl vznik Ruského baletu pod vedením Ďagileva s kostýmy a scénami navrženými Bakstem a Benoisem. Baletní společnost měla premiéru v Paříži v roce 1909 a vystupovala tam každoročně až do roku 1913. Její exotické a barevné scény měly významný dopad na francouzské umění a design; ruský styl se v Paříži stal známým jako à la Bakst.

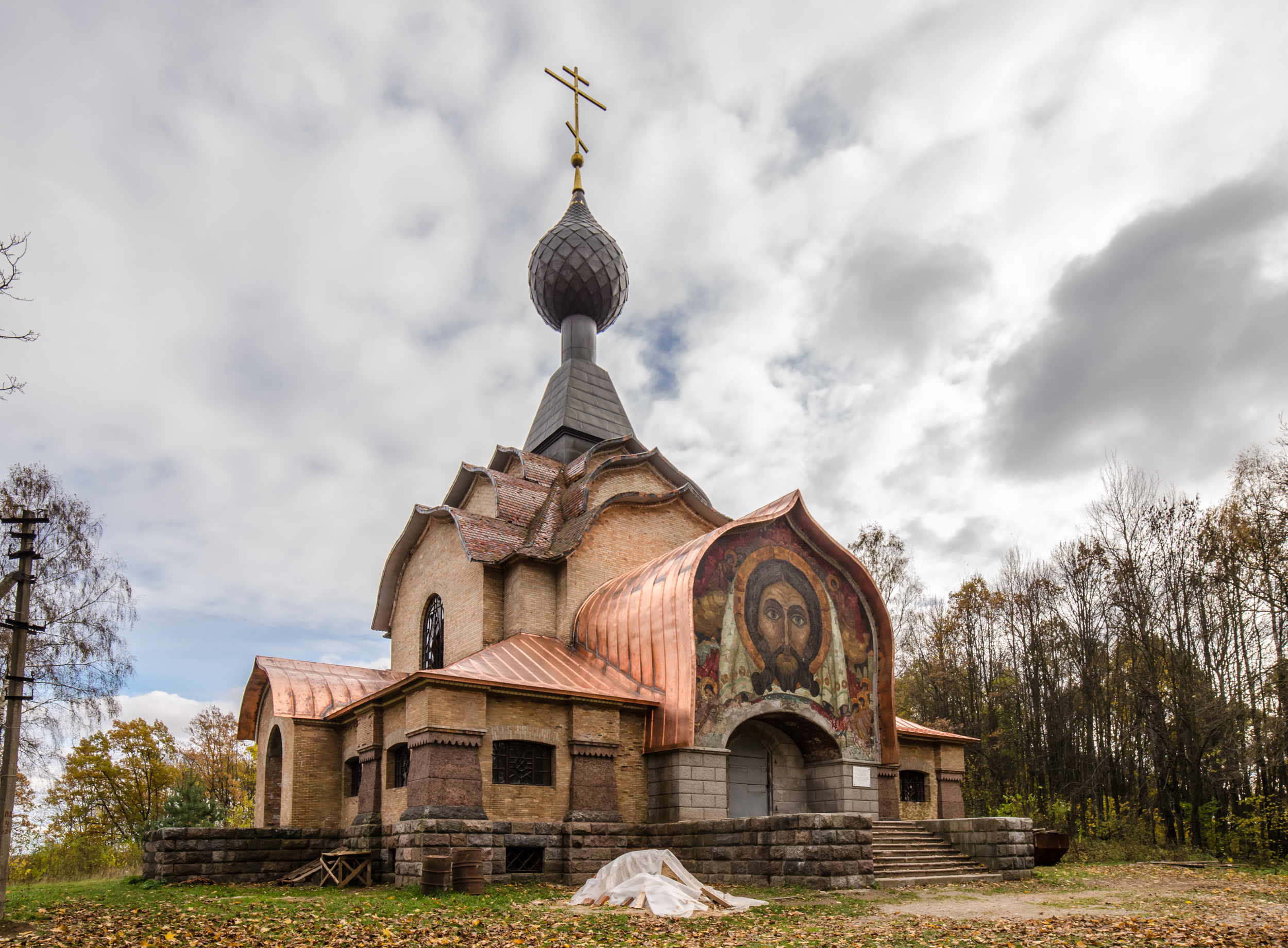
Sergej Maljutin: Kostel Ducha svatého v Talaškinu (1903–1906)

V čistém secesním stylu stavěl Fjodor Osipovič Šechtěl, autor Rjabušinského domu v Moskvě, nyní Gorkého muzea, jehož hlavní schodiště, vyrobené z leštěného agregátu betonu, mramoru a žuly, má plynulé, vlnící se linie připomínající mořské vlny a je osvětleno lampou ve tvaru plovoucí medúzy. Interiér také obsahuje dveře, okna a stropy zdobené barevnými mozaikami. Šechtěl navrhl několik dalších významných budov v Moskvě, mimo jiné přestavbu moskevského Jaroslavského nádraží v tradičnějším moskevském obrozeneckém stylu. Architekti čerpali z historické ruské architektury a architektury Kyjevské Rusi a často používali dřevo. V tomto stylu stavěl například Sergej Maljutin, autor domu Těremok v Talaškinu (1901–1902) a domu Percovové (1905–1907) v Moskvě. Dalším příkladem ruské obrozenecké architektury je Marfo-mariinský klášter (1908–1912) od Alexeje Ščuseva, který později navrhl Leninovo mauzoleum v Moskvě.
Architektura na ukrajinských územích (v Ruské říši i Rakousku-Uhersku) se vyvíjela pod vlivem ukrajinské lidové architektury i trendů evropské secese. Západněji orientovaná ukrajinská secese se poprvé prosadila v Poltavské gubernii a jejími propagátory byli zejména Vasyl Kryčevskyj a Opanas Slastion.
V Rize se secese stala mimořádně populární po Lotyšské etnografické výstavě v roce 1896 a Průmyslové a řemeslné výstavě v roce 1901. Tvoří třetinu všech budov v centru, což z Rigy činí město s nejvyšší koncentrací secesních budov na světě. Zdejší secese má tři typy: eklektický, využívající květinové a jiné přírodní vzory, jako je tomu v díle Michaila Ejzenštejna; styl obchodních domů čili kolmý styl integrující geometrické ornamenty do vertikálních kompozic fasád; a národně romantický styl inspirovaný místním lidovým uměním, s monumentálními objemy a použitím přírodních stavebních materiálů.

### Spojené státy americké

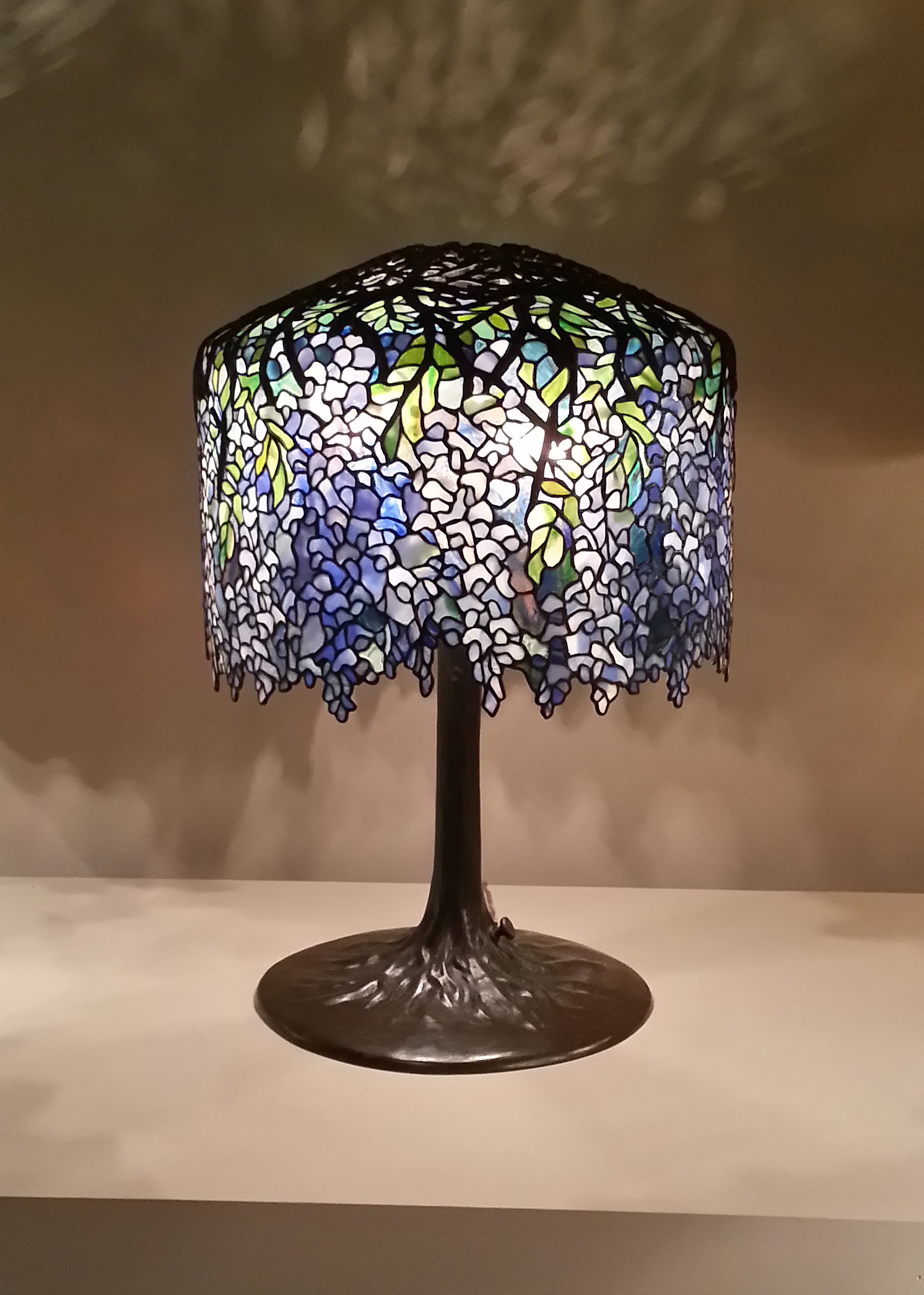
Clara Driscollová, Tiffany Studios: Stolní lampa Vistárie (kolem roku 1900)

Ve Spojených státech hrála ústřední roli firma Louise Comforta Tiffanyho. Ten v roce 1893 začal vyrábět skleněné vázy a mísy a vymýšlel nové technologie, které umožňovaly originálnější tvary a zbarvení, a experimentoval s dekorativním okenním sklem. V roce 1895 své práce představil v pařížské galerii Art Nouveau Siegfrieda Binga, což mu přineslo evropskou klientelu. Na přání Thomase Edisona začal vyrábět elektrické lampy s vícebarevnými skleněnými nebo mozaikovými stínidly. Na každém výrobku pracoval tým designérů a řemeslníků a vyráběly se se stejnou péčí jako šperky. Tiffanyho řemeslníci navrhovali a vyráběli i mimořádná okna, vázy a další skleněné umění. Na Světové výstavě 1900 v Paříži získala vitráž Let duší zlatou medaili.
Jinou významnou postavou americké secese byl architekt Louis Sullivan, přední průkopník moderní architektury. Byl zakladatelem chicagské školy, architektem jedněch z prvních mrakodrapů a učitelem Franka Lloyda Wrighta. I když architektura jeho budovy Carson, Pirie, Scott and Company (1899, nyní Sullivan Center) byla nápadně moderní a funkční, okna obklopil stylizovanou květinovou dekorací. Stejně originální dekorace vytvořil pro National Farmer's Bank of Owatonna v Minnesotě (1907–1908) a Merchants' National Bank v Grinellu v Iowě. Vytvořil specificky americkou variantu secese a říkal, že dekorativní formy by měly oscilovat, vlnit se, mísit se a odvozovat se bez konce.
Ve výtvarném umění stojí za zmínku spolek Fotosecese, sdružující umělecké fotografy. Jeho hlavní osobností byl Alfred Stieglitz.

### Jiné země

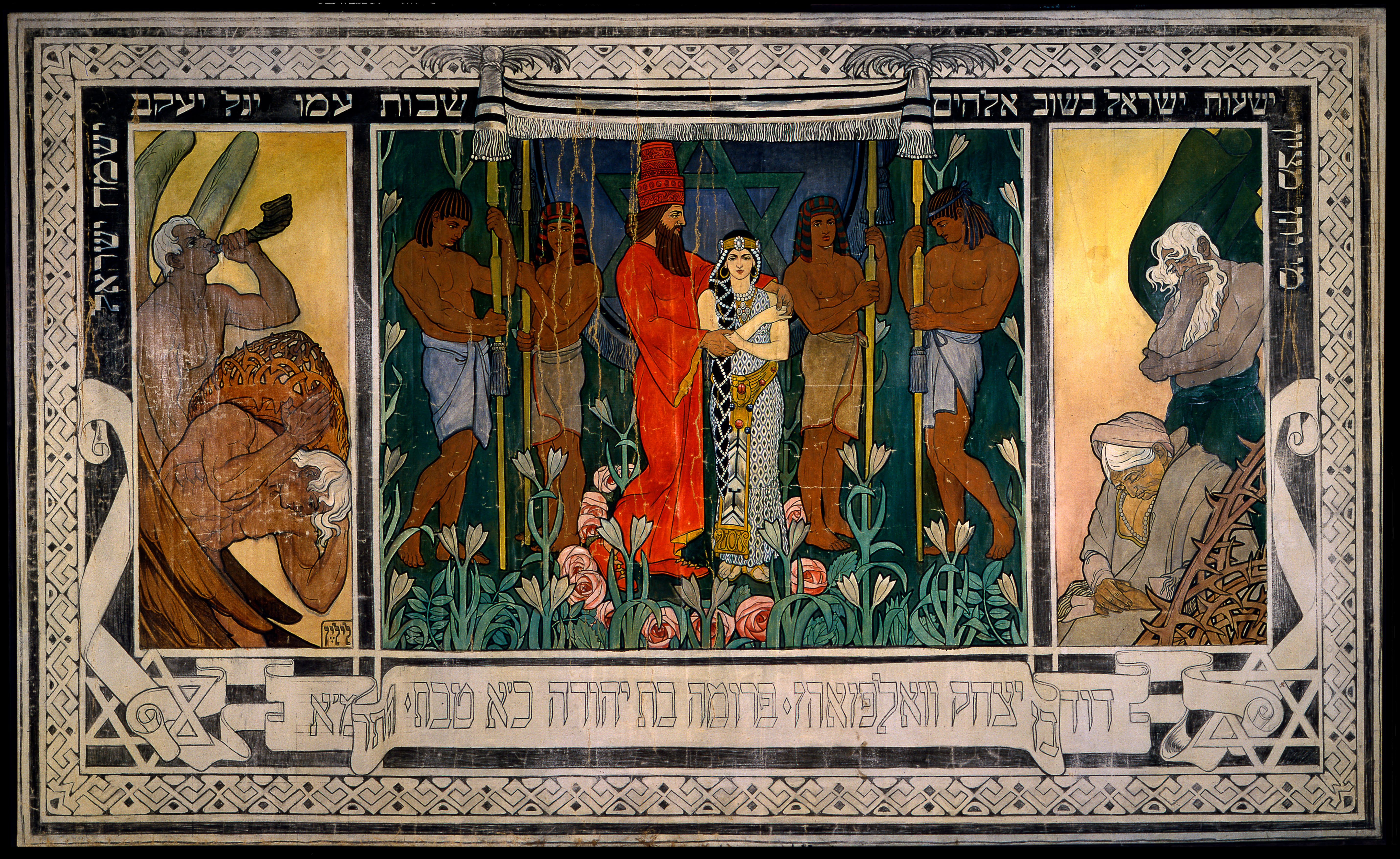
Efrajim Moses Lilien: Návrh koberce Alegorická svatba (1906)

Zemí s nejvíce secesními budovami mimo Evropu se stala tehdy prosperující Argentina, kam přicházeli na zkušenou mladí architekti z Evropy. Nejvíc takových budov má Buenos Aires, Rosario a Mar del Plata. Kromě pařížského vlivu se projevil i italský (Virginio Colombo, Francisco Gianotti, Mario Palanti), katalánský (Julián García Núñez, který studoval v Barcelově, a Eduardo Rodríguez Ortega) a vliv měla secese belgická (Villa Ortiz Basualdo, na níž se podílel Gustave Serrurier-Bovy) a vídeňská. V Rosariu působil Francisco Roca Simó, který studoval v Barceloně. Jeho budova Club Español (1912) obsahuje jednu z největších vitráží v Latinské Americe. Sochařskou výzdobu budovy vytvořil Diego Masana z Barcelony.
Stejně jako v Argentině byla secese v mimoevropských zemích většinou dílem umělců z Evropy: V Havaně na Kubě působili Španělé, kteří pak inspirovali domácí architekty při vývoji místních stylů, jako je Ponce Creole. Němci stáli za dědictvím Jugendstilu v Lüderitzu v Namibii a Čching-tau v Číně. Italové působili ve Valparaísu v Chile, Montevideu v Uruguayi a Rio de Janeiru v Brazílii, Rusové stavěli v čínském Charbinu. V peruánské Limě působili italští bratři Masperiovi, francouzský architekt Claude Sahut a britští mistři vitráží. Palác umění v Ciudad de México byl výsledkem spolupráce Italů (architekt Adamo Boari a sochař Leonardo Bistolfi), místního architekta Federica Mariscala, maďarských umělců Aladára Körösfői-Kriesche, Gézy Marótiho a Miksy Rótha, katalánského sochaře Agustího Querola Subiratse a Francouze Edgara Brandta.
V oblasti Palestiny se v období pozdní osmanské říše a britského mandátu objevilo významné umělecké hnutí zvané Becalelova škola, jež bylo fúzí orientálního umění a secese. Patřili sem například Ze'ev Raban, Efrajim Moses Lilien a Abel Pann.

#### Použité zdroje
- BLOCH-DERMANT, Janine, 1980. The Art of French Glass (1860-1914). New York: The Vendome Press. ISBN 0-86565-000-4. (anglicky)
- BONY, Anne, 2012. L'Architecture Moderne. Paris: Larousse. Dostupné online. ISBN 978-2-03-587641-6. (francouzsky)
- BOUILLON, Jean-Paul, 1985. Journal de l'Art Nouveau. Paris: Skira. ISBN 2605000699. (francouzsky)
- CELAC, Mariana; CARABELA, Octavian; MARCU-LAPADAT, Marius, 2017. Bucharest Architecture - an annotated guide. Bucharest: Order of Architects of Romania. ISBN 9789730238846. (anglicky)
- CULOT, Maurice; PIRLOT, Ann-Marie, 2005. Bruxelles Art Nouveau. Brussels: Archives d'Architecture Moderne. ISBN 2-87143-126-4. (francouzsky)
- DUCHER, Robert, 1988. Caractéristique des Styles. Paris: Flammarion. Dostupné online. ISBN 2-08-011539-1. Kapitola Style Art Nouveau: Mobilier, s. 204–205. (francouzsky)
- DUNCAN, Alastair, 1994. Art Nouveau. New York: Thames and Hudson. (World of Art). Dostupné online. ISBN 0500202737. (anglicky)
- DUNCAN, Alastair, 2000. Art nouveau. London/Paris: Thames & Hudson. 216 s. Dostupné online. ISBN 978-2-87811-182-8. (francouzsky)
- FAHR-BECKER, Gabriele, 2015. L'Art Nouveau. Rheinbreitbach: H.F. Ullmann. ISBN 9783848008575. (francouzsky)
- GONTAR, Cybele, 2006. Heilbrunn Timeline of Art History (Essays). New York: The Metropolitan Museum of Art, October 2006. Kapitola Art Nouveau. (anglicky)
- GREENHALGH, Paul, 2000. Art Nouveau. Paris: Herscher. 96 s. ISBN 978-2-7335-0302-7. (francouzsky)
- HUYGES, René, 1970. L'Art et le monde moderne. Svazek 1. Paris: Librarie Larousse. (francouzsky)
- JOURNEL, Guillemette Morel, 2015. Le Corbusier- Construire la Vie Moderne. Paris: Editions du Patrimoine: Centre des Monument Nationaux. ISBN 978-2-7577-0419-6. (francouzsky)
- LAHOR, Jean, 2007. L'Art nouveau. Ho Chi Minh City: Baseline Co. Ltd. ISBN 9781859956670. (francouzsky)
- LENIAUD, Jean-Michel; THARAUD, Marie-Amélie, 2009. L'Art nouveau. Paris: Citadelles & Mazenod. 619 s. (L'art et les grandes civilisations). ISBN 978-2-85088-443-6. (francouzsky)
- LOZE, Pierre, 1999. L'Art nouveau. Paris: Flammarion. 78 s. (Tout l'art - Grammaire des styles). ISBN 978-2-08-011368-9. (francouzsky)
- LUCIE-SMITH, Edward, 1979. Furniture: a concise history. London: Thames and Hudson. 216 s. (World of art). Dostupné online. (anglicky)
- ORMISTON, Rosalind; ROBINSON, Michael, 2013. Art Nouveau – Posters, Illustration and Fine Art. Fulham, London: Flame Tree Publishing. ISBN 9781847862808. (anglicky)
- PLUM, Gilles, 2014. Paris architectures de la Belle Époque. Paris: Éditions Parigramme. ISBN 9782840968009. (francouzsky)
- RENAULT, Christophe; LAZÉ, Christophe, 2006. Les Styles de l'architecture et du mobliier. Paris: Éditions Jean-Paul Gisserot. ISBN 9782877474658. (francouzsky)
- RILEY, Noël, 2004. Grammaire des Arts Décoratifs. Paris: Flammarion. (francouzsky)
- SARNITZ, August, 2018. Otto Wagner. Cologne: Taschen. ISBN 9783836564328. (francouzsky)
- SATO, Tamako, 2015. Alphonse Mucha: The Artist as Visionary. Cologne: Taschen. ISBN 9783836550093. (anglicky)
- SEMBACH, Klaus-Jürgen, 1991. L'Art Nouveau: L'Utopie de la Réconciliation. Cologne: Taschen. ISBN 9783822830055. (francouzsky)
- SEMBACH, Klaus-Jürgen, 2013. L'Art Nouveau: L'Utopie de la Réconciliation. Cologne: Taschen. ISBN 9783822830055. (francouzsky)
- STERNER, Gabriele, 1982. Art Nouveau, an Art of Transition: From Individualism to Mass Society (původním názvem: Jugendstil: Kunstformen zwischen Individualismus und Massengesellschaft). Překlad Frederick G. Peters, Diana S. Peters. Woodbury, N.Y.: Barron's Educational Series. Dostupné online. ISBN 0812021053. (anglicky)
- TEXIER, Simon, 2012. Paris: Panorama de l'architecture. Paris: Parigramme. ISBN 9782840966678. (francouzsky)
- THIÉBAUT, Philippe, 2018. Mucha et l'Art Nouveau. Paris: Éditions du Chêne. ISBN 9782812318061. (francouzsky)
- VIGNE, George, 2016. Hector Guimard: Le geste magnifique de l'Art Nouveau. Paris: Editions du Patrimoine - Centre des monuments nationaux. ISBN 9782757704943. (francouzsky)
- VON HEYL, Anke, 2009. Art Nouveau. Cologne/Paris: H.F.Ullmann. 288 s. ISBN 978-3-8331-5134-7. (francouzsky)